# 中央電気
中央電気株式会社（ちゅうおうでんき かぶしきがいしゃ）は、明治後期から昭和戦前期にかけて存在した日本の電力会社である。新潟県高田市（現・上越市）に本社を置き、新潟県上越地方と長野県松本地域を中心に電気を供給した。
1906年（明治39年）に上越電気株式会社（じょうえつでんき）の社名で設立され、翌年開業した。1911年（明治44年）に越後電気株式会社（えちごでんき）へと改称したのち、1922年（大正11年）の松本電灯との合併を機に中央電気と改めた。開業当初から関川水系での水力開発を積極的に展開し、その電力の受け皿として1930年代には傍系会社として中央電気工業や日本ステンレスを起業した。
1942年（昭和17年）、電力国家管理の強化に伴い日本発送電と東北配電（東北電力の前身）・中部配電（中部電力の前身）に設備を出資して解散した。

## 概要
中央電気株式会社は、1906年（明治39年）から1942年（昭和17年）までの36年間にわたり新潟県高田市（現・上越市）に存在した電力会社である。設立から解散までの間に2度の社名変更を挟んでおり、設立から1911年（明治44年）までは「上越電気株式会社」、1922年（大正11年）までは「越後電気株式会社」と称した。高田市所在の企業としては百三十九銀行に並ぶ大企業であった。
高田市とのその周辺部、すなわち新潟県上越地方への供給を目的として1906年8月に設立されたのが上越電気の始まりである。上越地方の有志と芝浦製作所（東芝の前身）関係者による起業であった。翌1907年（明治40年）5月の開業後は短期間で供給区域を拡大し、1910年代までに高田を中心に西は糸魚川、東は柿崎、南は県境を越えた長野県の飯山までの範囲に供給するようになった。加えて飛地として魚沼地方の小出・六日町方面にも配電した。事業拡大中の1911年11月、糸魚川進出にあたり別途設立していた傍系会社の吸収を機に社名を越後電気へと改めている。
開業時から主たる電源は上越地方を流れる関川水系に建設した水力発電所であった。その関川に越後電気が建設した大型発電所の電力を長野県松本市所在の電力会社松本電灯が購入するという計画の浮上を発端として越後電気と松本電灯は合併へと動き、1922年（大正11年）11月合併を実行、越後電気は中央電気と社名を改め上越地方と長野県松本地域を中心にする電力会社へと発展した。松本電灯の合併により同社と関係があった片倉財閥が中央電気の経営に加わっている。
中央電気となった後も関川水系を中心に積極的に電源開発を展開。1934年（昭和9年）には関川本流の水を野尻湖に汲み上げるという揚水発電の機能を持つ池尻川発電所を完成させた。関川開発によって生じた大量の電力は、売電によって関東地方への送電に充てられたほか、自社管内に陸続と建設された工場への電力供給にも活かされた。中央電気の誘致によって上越地方へ進出した大口需要家には日本曹達やダイセル（旧・大日本セルロイド）などがある。さらに中央電気自身も需要家の創出に取り組み、1934年にフェロアロイメーカーの中央電気工業とステンレス鋼メーカーの日本ステンレスを傍系会社として設立した。加えて大口需要の維持を目的に中央電気の兼営事業として1923年（大正12年）から中央電気工業設立までカーバイド事業を、1934年からは電線製造事業をそれぞれ経営した。
中央電気の供給区域は、1920・30年代を通じた断続的な隣接事業者の統合によって最終的に新潟県上越地方の大部分と中越地方南部、長野県飯山地域・松本地域の各一部へと拡大した。しかし国が推進する電力国家管理政策によって国策電力会社日本発送電・東北配電・中部配電への設備出資を余儀なくされ、太平洋戦争下の1942年（昭和17年）4月に解散した。その後の事業整理と戦後の電気事業再編成により、旧中央電気の供給区域にあたる地域は新潟県側が東北電力、長野県側が中部電力の供給区域となり、旧中央電気の発電所も東北電力または中部電力へと引き継がれた。

## 沿革：上越電気・越後電気時代
以下、1922年の松本電灯合併に至るまでの上越電気・越後電気時代の沿革について記述する。

### 上越電気の設立

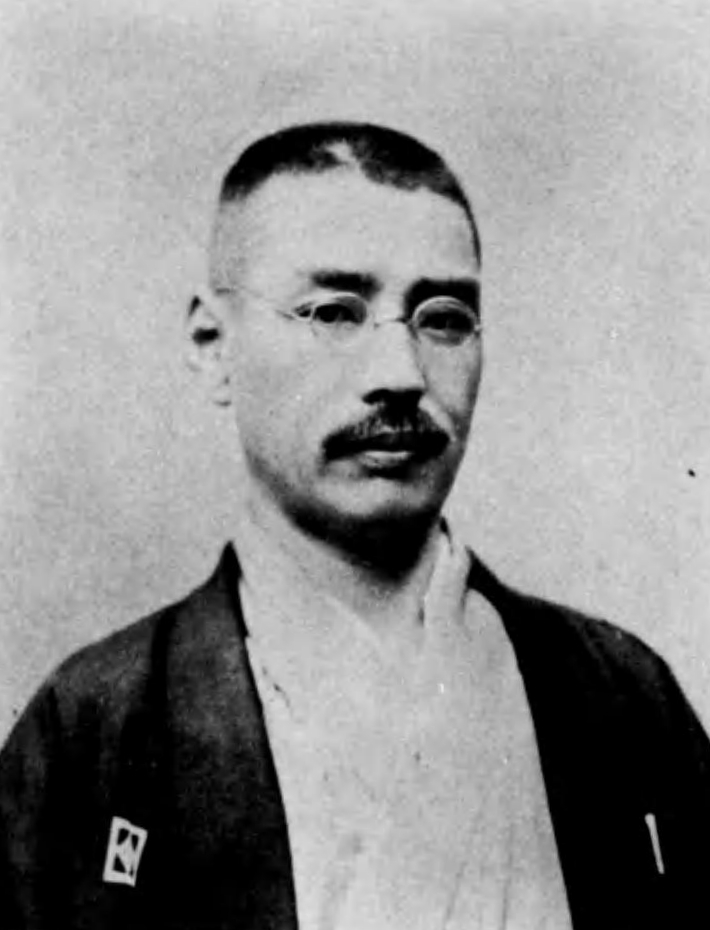
初代社長大田黒重五郎

東京電灯が日本で最初の電気供給事業を開業してから7年が経った1894年（明治27年）、宮城県仙台市で仙台電灯（後の宮城紡績電灯）が開業し、東北地方においても電気事業が始まった。新潟県ではその4年後の1898年（明治41年）3月、県内最初の電気事業者として新潟電灯（新潟電力の前身）が開業し、火力発電を電源として新潟市内に電灯がともされた。新潟県に隣接する長野県では同年5月に長野市で長野電灯が、翌1899年（明治32年）12月には松本市で松本電灯が、ともに水力発電を電源に開業する。この水力発電が新潟県に波及するのは1904年（明治37年）のことで、長岡市の北越水力電気が長岡電灯所（1900年開業）の事業を買収した上で水力発電転換を果たした。
各地で電気事業が勃興しつつあったころ、新潟県西部の上越地方ではまず中心都市の中頸城郡高田町（1911年市制施行で高田市となる。現・上越市）において電気事業の計画が起こされた。発起人は和田村の金子伊太郎や板倉村の高橋文質などである。しかし明治半ばの高田は近代産業といえるものは製糸工場・織物工場が1つずつ操業中という程度の、新規事業の起業に向けた機運に乏しい土地であったため、金子・高橋らが計画する電気事業も高田町内での出資募集に難渋した。それでも地域の有力者を発起人に迎えて1905年（明治38年）1月31日付で「上越電気株式会社」の電気事業許可を逓信省へ申請するところまで漕ぎつけた。
電気事業の経験がない高橋・金子ら上越電気発起人は、発電所建設に関する指導を大田黒重五郎と岸敬二郎の両名に求めた。大田黒は三井系電機メーカー芝浦製作所（現・東芝）の専務取締役、岸は同社在籍の技師（のち常務）である。技術指導の依頼に応じた大田黒・岸は、まず事業申請中の火力発電を取り止めて水力発電を採用すべきと助言した。助言に従い上越電気発起人は高田の南方、新井町（現・妙高市）近くを流れる関川水系矢代川に小規模な水力発電所を建設する計画を立てた。しかし大田黒・岸が河川調査の結果を踏まえて関川本流の中頸城郡名香山村大字蔵々（ぞうぞう、現・妙高市蔵々）での大型水力発電所の建設を主張したことから、発起人は同地での発電所計画を採用、1906年（明治39年）2月15日付で逓信省への事業許可申請を再提出した。事業許可は同年6月30日付である。
1906年8月30日、上越電気株式会社の創立総会が高田町寺町の来迎寺において開催された。設立時の資本金は20万円。取締役には金子伊太郎・高橋文質を含む上越地方の計6名と東京の大田黒重五郎が就任し、その中から大田黒が初代社長、金子が初代専務に選ばれた。こうして会社設立に漕ぎつけた上越電気であるが、地元には会社という存在自体に対する不安感が根強く、発起人総代にも名を連ねた取締役の富永孝太郎を含む3名が2か月で役員を辞任した。地元有力者に敬遠されたため、翌1907年（明治40年）1月の役員補欠選挙では東京在住者が選出されている。

### 開業と初期の供給

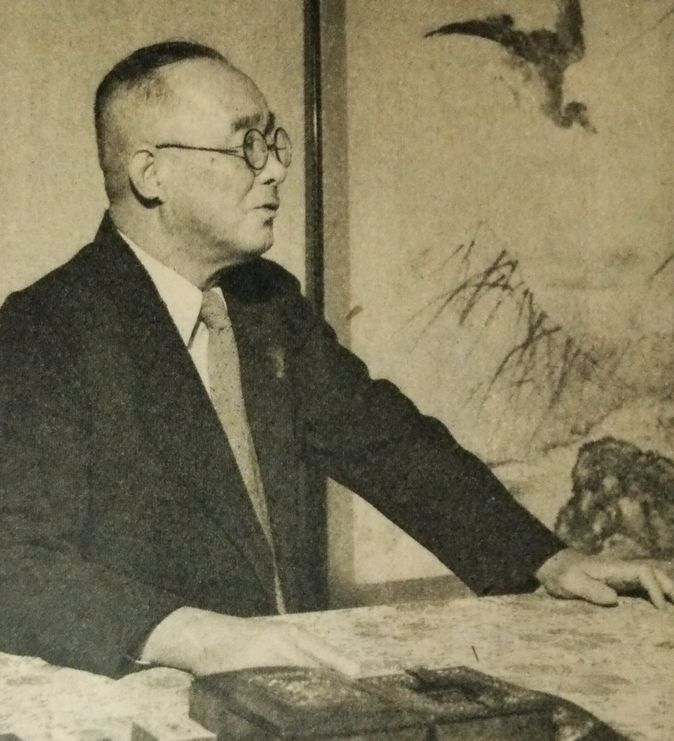
初代主任技術者で後に専務を務めた国友末蔵（1953年撮影）

会社設立にあたり、上越電気では岸敬二郎を技術顧問に迎え、主任技術者には京都帝国大学理工科大学電気工学科を卒業したばかりの国友末蔵を雇い入れた。そして会社設立に先駆けて1906年8月18日から関川に蔵々発電所を着工した。発電所は翌1907年5月1日に完成。当初の発電所出力は500キロワット (kW) であった。発電所や電線路・電灯取付工事など電気工作物全般の検査は同年4月24日から逓信技師渋沢元治により進められ、検査が完了した5月3日付で逓信省からの電気工作物仮使用認可が下りた。
上越電気では認可を機に5月3日当日夜から電灯の試験点灯を開始し、1週間後の5月10日から正式に営業を開始した。開業時点での供給区域は中頸城郡のうち高田町・新井町と直江津町（現・上越市北部）の3町である。開業に際し、会社では高田町の中心部にアーチを建ててイルミネーションを飾り多数の見物人を集めたという。開業後最初の決算を迎えた1907年6月末時点での電灯数は3町で計4154灯であった。当時の電灯供給は点灯する白熱電球の明るさ（燭光数）ごとに月額料金が定められており、最も利用の多い10燭灯で日没から日の出まで終夜点灯する場合は月額45銭という料金設定であった。電灯供給開始から半年遅れた1907年10月からは電動機を動かすための動力用電力の供給も開始した。新聞報道によると電力配電線は当初高田町内にある2つの繊維工場まで架線された。電動機数は同年末時点で10台・計60 kWであった。
1908年（明治41年）11月、高田町に陸軍第13師団が配置された。師団設置は地元の誘致活動によるものであるが、陸軍が高田を選んだ理由の一つに選定段階ですでに電力会社が設立済みであるという点もあった。師団設置の影響により、高田町とその周辺地域では師団設置決定のころから商工業が活況を呈しており、その好況ぶりは1907年初頭に発生した日露戦争後の反動恐慌を打ち消すほどであった。師団設置を挟む1908年後期における上越電気の取付電灯数は半年間で約35パーセントという増加を示し、初めて1万灯を突破した。こうした急速な需要増に対処すべく1908年2月と1909年（明治42年）12月に相次いで増資が決議され、上越電気の資本金は設立時の3倍となる60万円へと膨張した。このころには毎年の増配で会社の前途が有望視されていたため、増資手続きは円滑に進んだ。
上越電気では1909年上期より供給区域拡大に着手して春日村など高田町周辺村落への供給を開始し、翌1910年（明治43年）上期までに供給中の町村を発電所のある名香山村を含む計10町村とした。その名香山村では、信越本線田口駅（現・妙高高原駅）北側の土地に「電気化学工業所」が設立された。創業者は上越電気技術顧問の岸敬二郎で、同工場は蔵々発電所から225 kWを受電して電気炉を稼働しリン（黄燐・赤燐）製錬や炭化カルシウム（カーバイド）生産に着手した。この電気化学工業所は、上越地方で次第に発展していくことになる電気化学事業の嚆矢である。電力活用策として他にも1908年から兼営電気鉄道事業の計画が推進されたが、これは実現しなかった。

### 周辺地域への拡大
1910年3月、上越電気は蔵々発電所において最初の増設を完成させた。増設後の発電所出力は1,000 kWである。増設に伴う事業拡張の一環として、まず県境を越えた長野県下水内郡飯山町（現・飯山市）への供給工事に着手した。長野県北部ではすでに信濃電気（1903年開業）があり上高井郡須坂町（現・須坂市）や下高井郡中野町（現・中野市）に供給していたが、飯山町長や地元有志が上越電気と供給を交渉したため同社進出が決定されたという経緯がある。開業に先立つ1910年4月、上越電気では飯山町に出張所を開設。そして町内に変電所を新設の上で同年9月1日より町での配電を開始した。飯山進出を挟む1910年下期、上越電気の電灯取付数は2万灯に到達している。
続いて供給区域は高田市の西方にあたる新潟県西頸城郡糸魚川町（現・糸魚川市）へと拡大した。糸魚川ではまず同地で計画されていた糸魚川電気の起業に上越電気関係者が参入。1911年（明治44年）10月30日付で糸魚川電気が発足した際、資本金70万円のうち60万円分を上越電気の株主で引き受けた。続いて1か月後の11月20日、上越電気は臨時株主総会を開いて糸魚川電気の合併を決議した。この総会では同時に社名を上越電気から越後電気株式会社へと改めた。会社の記録によると、社名変更の理由は草書体で書かれた社名が同じ新潟県の長岡にある「北越電気」（正しくは北越水力電気）と区別しにくく郵便物の誤配など不便が多かったため、という。
上越電気改め越後電気と糸魚川電気の合併は翌1912年（明治45年）2月14日付で成立。合併に伴う越後電気の増資額は70万円であり、合併後の資本金は130万円となった。吸収した糸魚川電気は早川に出力200 kWの早川発電所（所在地：西頸城郡下早川村大字東海＝現・糸魚川市東海）を設置し糸魚川町へと供給する旨の許可を会社設立前に得ていた。工事中に発電所が早川の氾濫に巻き込まれたため開業が遅れたものの、1912年（大正元年）12月8日より糸魚川町での事業を開始した。糸魚川の東側にある西頸城郡能生町にも同月末から供給を始めている。
糸魚川に続き1912年10月、既存区域から東へ大きく離れた北魚沼郡小出町・堀之内村（現・魚沼市）を供給区域に編入。翌1913年（大正2年）4月に小出出張所を開設の上、12月25日より同地での供給を開始した。小出進出は町の誘致ではなく越後電気側の熱心な売り込み活動の結果だという。電源には小出町古新田に佐梨川から水を引く佐梨発電所（出力は当初50 kW、のち75 kW）を建てた。魚沼地方では小出町・堀之内村のほか南魚沼郡六日町・塩沢町（現・南魚沼市）にも供給区域を広げたが、このうち1914年（大正3年）12月から配電した六日町では発電力不足が原因で電灯が暗く、会社に対して町からたびたび抗議がなされた。
1915年（大正4年）9月、越後電気は中頸城郡東部の柿崎村（現・上越市柿崎区）に出張所を新設し、同年11月より同村での配電を開始した。この段階で供給中の市町村は高田市ほか6町30村（うち1町3村は長野県内）からなる。

### 大戦期の発展
1915年5月、設立時から専務取締役を務める金子伊太郎が個人の金銭的な不祥事発生のため辞任し、同年12月に国友末蔵が後任の専務に選ばれた。翌1916年（大正5年）6月には設立時からの社長大田黒重五郎も退任し、清水宜輝が第2代社長に就いた。清水は旧高田藩の士族で、かつて十五銀行支配人を務めた実業家である。
高田地区における電源増強は1910年の蔵々発電所増設以後しばらく途切れたが、その間に管内では金属線電球の普及が進んだ。金属線電球とは発光部分（「フィラメント」という）に金属線を用いる白熱電球のことで、発光部分に炭素線を用いる旧来の炭素線電球に比べて著しく高効率・長寿命であり、タングステン電球（発光部分にタングステン線を用いる電球）の場合には炭素線電球に比して約3分の1の消費電力で済むという特徴を持つ。逓信省の資料によると、管内での金属線電球利用は1913年時点では全体の約5パーセントを占めるに過ぎなかったが、1917年時点では金属線電球が点灯する電球の過半数を占めるようになり、さらに1921年時点では点灯中の炭素線電球が皆無となっている。
炭素線電球時代の電灯は都市ガス燃焼による照明、すなわちガス灯と競合関係にあった。越後電気では専務の金子伊太郎がガス事業との競合阻止を狙って自ら起業に着手し、長岡の清水常作や東京の大倉組などが企画しつつあったガス事業計画を取り止めさせた。そして1913年4月に高田瓦斯株式会社が発足すると自ら初代社長に就いた。同社は1915年8月よりガス供給を開始し、需要家数400戸余りと小規模ながら市内の商店には電灯と並びガス灯が取り付けられるようになった。ところが越後電気でタングステン電球が普及するとガス灯は衰退、そこに第一次世界大戦による原料石炭価格高騰が重なって早くも経営難に陥った。熱用需要の開拓も困難なため高田瓦斯は会社解散を決定したが、1918年（大正7年）10月より高田市が引き継ぐことで廃業だけは免れた。以後、高田市内のガス事業は市営で続けられた。
越後電気は1916年7月になり名香山村大字関川（現・妙高市関川）にて関川発電所を起工した。蔵々発電所と同じく関川から取水する発電所で、その上流側に立地する。着工は満洲に派遣されていた陸軍第13師団の帰国や大戦景気に刺激された工場電力需要の増加に伴うものであった。発電所出力は蔵々発電所の倍にあたる2,000 kWで、翌1917年（大正6年）3月より運転が始まった。ところが完成早々に需要増加で新規需要に応じられない状況に追い込まれたため、同年12月の株主総会で中頸城郡関山村大字大谷（現・妙高市大谷）での発電所新設が決定された。供給余力を欠きながらも大戦景気を背景とした電灯需要増加で電灯取付数は1919年（大正8年）下期に5万灯へ到達。電力供給も増加しており、1920年上期末（5月末）には動力用電力供給が1089馬力 (812 kW) となり初めて1000馬力を超えた。

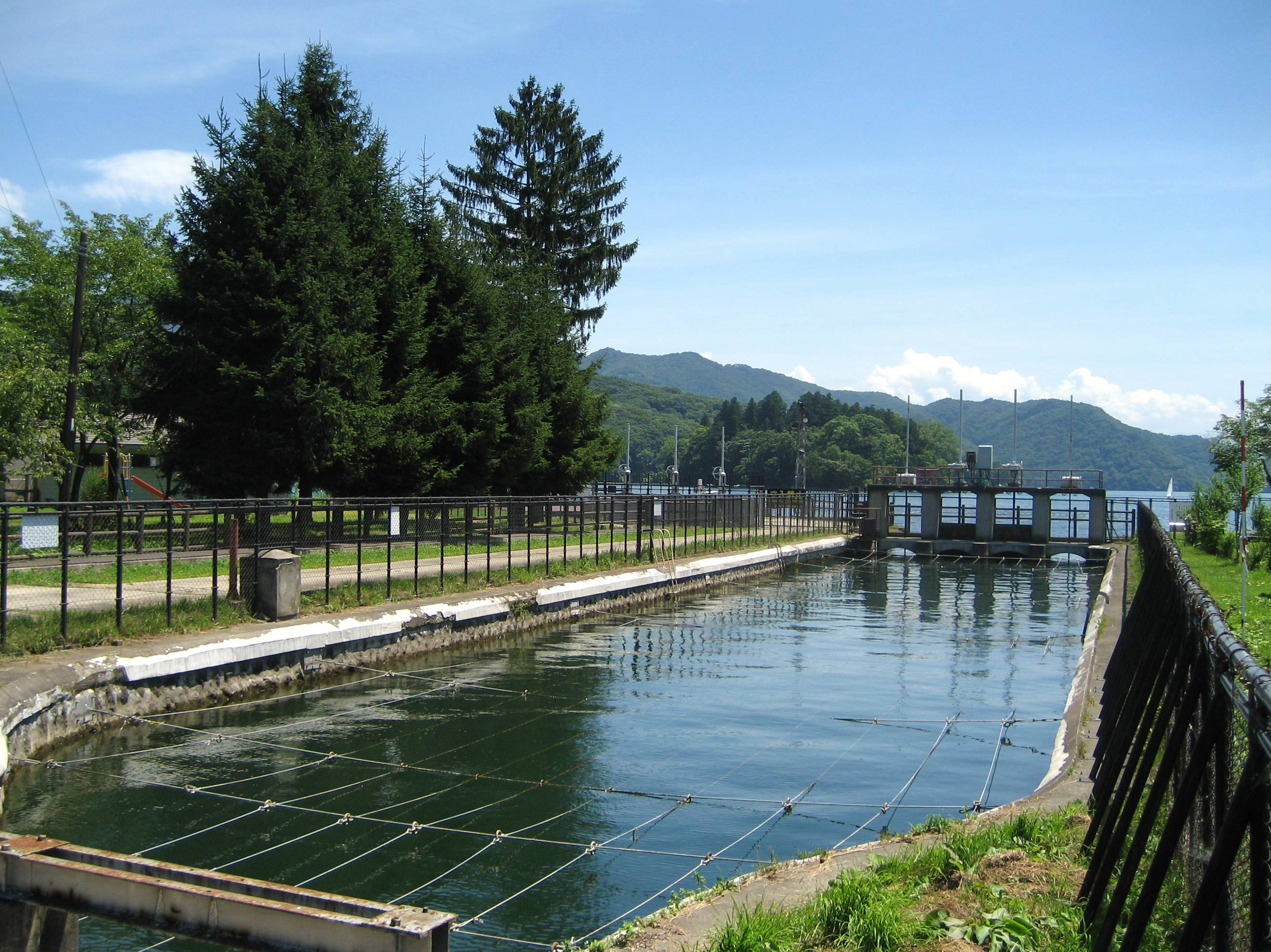
越後電気が整備した野尻湖水門設備（2007年）

大谷発電所は建設決定から2年半後の1920年（大正9年）6月より運転を開始した。関川の蔵々発電所下流側に位置しており、発電所出力は4,000 kWと当時の社内最大。この工事中の1918年12月に越後電気は工事費調達のため170万円の増資を決議し資本金を300万円に引き上げている。また関川における電源開発に関連し、支流池尻川の上流にある野尻湖（長野県上水内郡信濃尻村＝現・信濃町に所在）の活用も始められた。越後電気では野尻湖湖水の発電利用について地元用水組合の承諾を取り付けたのち、湖水流出口（池尻川取水口）への流量調整用水門の建設、池尻川の改修などの工事を1921年（大正10年）までに完成させた。この貯水工事により、毎年3月中旬から5月末にかけてと9月から12月上旬にかけての期間は水門を閉じて野尻湖に貯水をなし、それ以外の時期は池尻川を通じて関川へと湖水を流すことによって冬季・春季は越後電気が発電に、夏季は用水組合が灌漑に（6月中のみ発電と併用）それぞれ湖水を活用する、という野尻湖の運用が始まった。

### 化学工業への供給

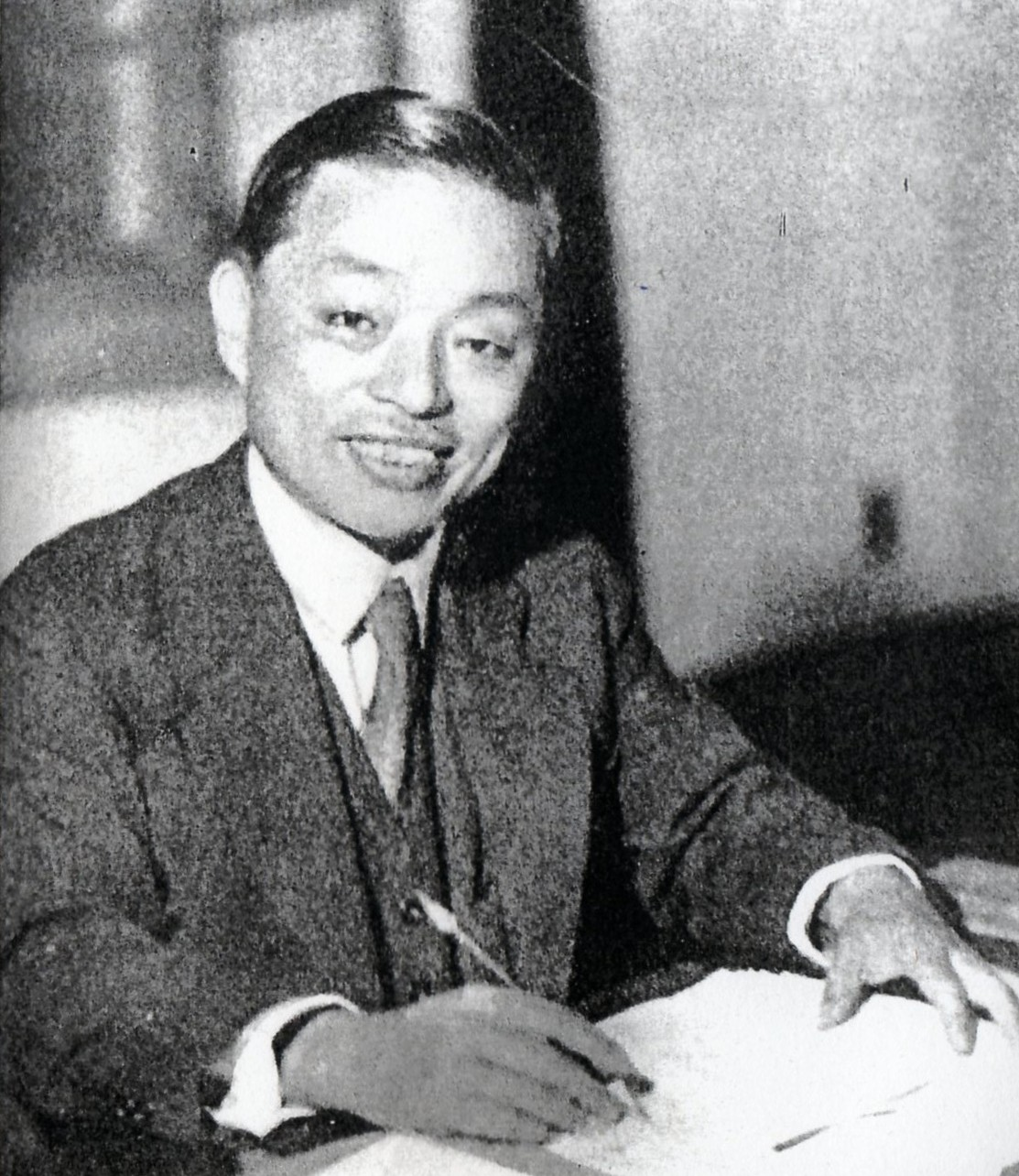
日本曹達創業者中野友禮

大戦景気期からその直後にかけて、越後電気管内の関川沿いという限られた範囲に大口の工場需要家が4社相次いで出現した。
その一つ目は東京電化工業株式会社である。1909年からの大口需要家である電気化学工業所がマッチメーカー日本燐寸製造との提携によって株式会社化されたもので、1916年1月18日、資本金15万円で東京に設立された。同社では第一次世界大戦勃発によるリンの輸入途絶、また大戦中に日本が占領したアンガウル島（現・パラオ領）からの安価なリン鉱石入手という好条件を背景にリンの増産を重ねたが、大戦終結とともに経営不振に陥り、1919年にはリン製造中止、カーバイド専業化を余儀なくされた。
東京電化工業に続いて1916年6月3日、東京に資本金100万円をもって日本亜鉛株式会社が設立された。同社は大戦中に軍需関係などで需要が急増していた亜鉛の生産を目的とする会社で、越後電気から電力供給を受けて電解精錬を行う田口精錬所を東京電化工業隣接地に新設した。1917年3月より田口精錬所の操業を始めたが、この会社も大戦中の好況から一転、大戦終結後は経営不振に追い込まれた。大戦終結後は亜鉛製造を打ち切り、生産品目をフェロアロイ（合金鉄）へと転換している。
逓信省の資料によると、1918年時点での越後電気からの供給高は東京電化工業が725 kW、日本亜鉛が800 kWであった。加えて日本電気亜鉛株式会社にも600 kWを供給していた。この日本電気亜鉛は1917年1月に設立された会社で、亜鉛の電解製錬を行う精錬所を中頸城郡中郷村（現・上越市中郷区）に建設した。中郷村への進出は村や越後電気の誘致活動によるものである。同社もやはり大戦終結とともに経営難に陥ったため、1918年12月に社名を日本電炉工業と改めるとともに保土谷曹達初代常務を務めた中野友禮を経営再建に招聘、中野の発案で亜鉛精錬から塩素酸ナトリウムなどの生産へと転換した。
日本電炉工業での塩素酸ナトリウム製造などに必要な水酸化ナトリウム（苛性ソーダ）を自給するため、中野友禮は続いて隔膜電解法により水酸化ナトリウムと次亜塩素酸カルシウム（晒し粉）を製造する新会社・日本曹達を1920年2月に設立した。中野によると、直接の起業の契機は越後電気の専務国友末蔵から安値で電力を供給するので使用しないかと打診されたことにあるという。日本曹達では日本電炉工業隣接地に二本木工場を建設。その後は戦後恐慌を乗り越えて順調に事業を拡大していった。

### 松本電灯との合併へ

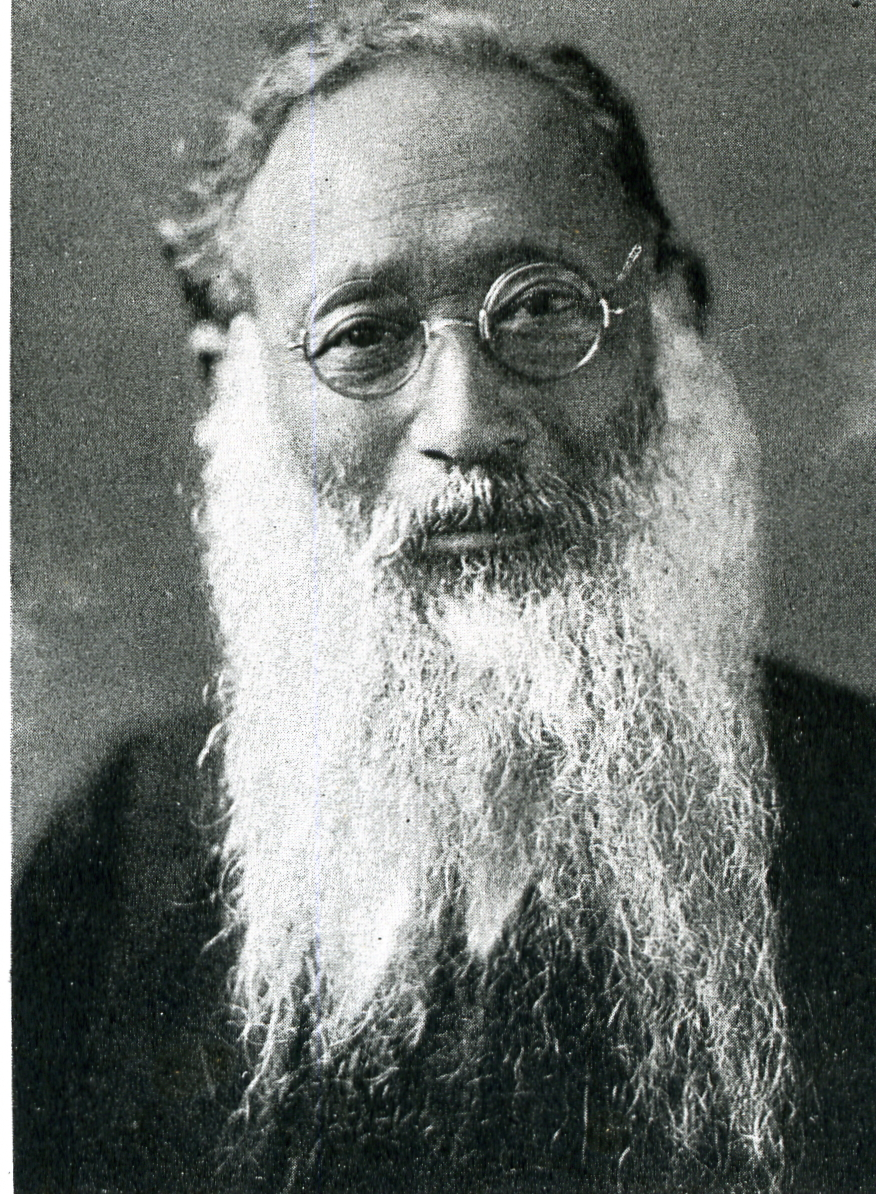
松本電灯社長今井五介

越後電気の需要家のうち日本亜鉛は当初松平頼平（子爵）が社長を務めていたが、1920年初頭時点では今井五介が社長を務める。今井は製糸業から発展した片倉財閥の一族で、当時長野県松本市にあった松本電灯の社長も兼ねていた。この松本電灯の供給区域は1922年時点で松本市内とその周辺部9村からなる。電源は開業時から信濃川水系薄川（すすぎがわ）の水力発電であり、当時は薄川に3か所の水力発電所（総出力1,120 kW）を運転していた。
日本亜鉛の経営に参入した今井は、越後電気専務国友末蔵の学友でもある松本電灯技師長富田貫一を伴い時折名香山村の工場へと足を運んだ。こうした今井・富田の工場訪問が契機となり、供給区域が隣接しない事業者ながら松本電灯と越後電気の間に接点ができた。そしてその接点から発展して、当時越後電気が供給先を探していた大谷発電所第2期工事分の発生電力を供給力不足に悩む松本電灯が引き受ける、という電力需給計画がまとめられる。1922年（大正11年）には越後電気関川発電所から松本電灯筑摩変電所へと至る送電線を松本電灯側で建設することが決定された。
こうして関川水系の電力を松本まで南下させる計画が具体化されると、今度は大手電力の大同電力が関川水系の電力に関心を寄せ、松本電灯を通じて越後電気に電力購入を打診してきた。大同電力は1921年に大阪送電・木曽電気興業・日本水力の3社合併で発足したばかりの電力会社で、1922年頃の段階では木曽川での電源開発を手掛けつつ大阪に至る長距離送電線を建設中であった。大同電力の打診を機に、越後電気と松本電灯の間で急遽合併に向けた動きが生ずる。そして1922年8月1日付で合併契約締結へと至った。
8月25日、松本電灯で臨時株主総会が開かれ、越後電気との合併が可決される。一方で同日に越後電気でも臨時株主総会が開かれたが、こちら側では本社が松本へ移るという風説のため反対株主が多数あり、28日の継続総会にてようやく松本電灯との合併が可決された。

## 沿革：中央電気時代
以下、1922年11月末に中央電気へと社名を変更してからの沿革について記述する。

### 中央電気の発足
1922年8月に決定された越後電気と松本電灯の合併は、同年11月30日付で逓信省から認可された。本来合併契約に記された合併期日は11月1日付であったが、合併認可の遅れに伴い11月30日付に延期され、同日をもって合併成立となった。合併と同時に越後電気は社名を「中央電気株式会社」へと改めている。新社名は、電源周波数の境界、すなわち50ヘルツの地域と60ヘルツの地域の境目にあるという意味で命名されたという。合併に伴う増資額は150万円であり、中央電気の資本金は450万円となった。
合併が成立した1922年11月30日付時点での供給中の市町村は本社管内が高田市ほか62町村、旧松本電灯区域の松本支社管内が松本市ほか9村。供給成績は電灯取付数16万2032灯（本社管内9万5516灯・松本支社管内6万6516灯）、動力用電力供給2876.75馬力（約2,145 kW）であった。合併から1か月後の12月22日、合併後最初の株主総会にて松本電灯合併に伴う増員役員が選任され、社長清水宜輝・副社長今井五介・専務国友末蔵という新体制が発足した。
合併時に発足した経営陣は合併から5年間維持されたが、1927年（昭和2年）12月に清水宜輝は健康上の問題を理由に社長から退任した。後任社長には今井五介が昇格し、今井に代わる副社長には竹内勝蔵が入った。竹内は高田市内にて繊維問屋を営む人物で、副社長には以後1930年（昭和5年）12月に死去するまで3年間在任した（その後は副社長不在）。さらに今井の社長昇格に伴う異動では専務の国友末蔵が続投したほか、新たに瀬黒幸市が常務取締役に就いた。瀬黒は長野県東筑摩郡寿村（現・松本市）の人物で、養蚕業を家業とする。

### 大同電力への送電

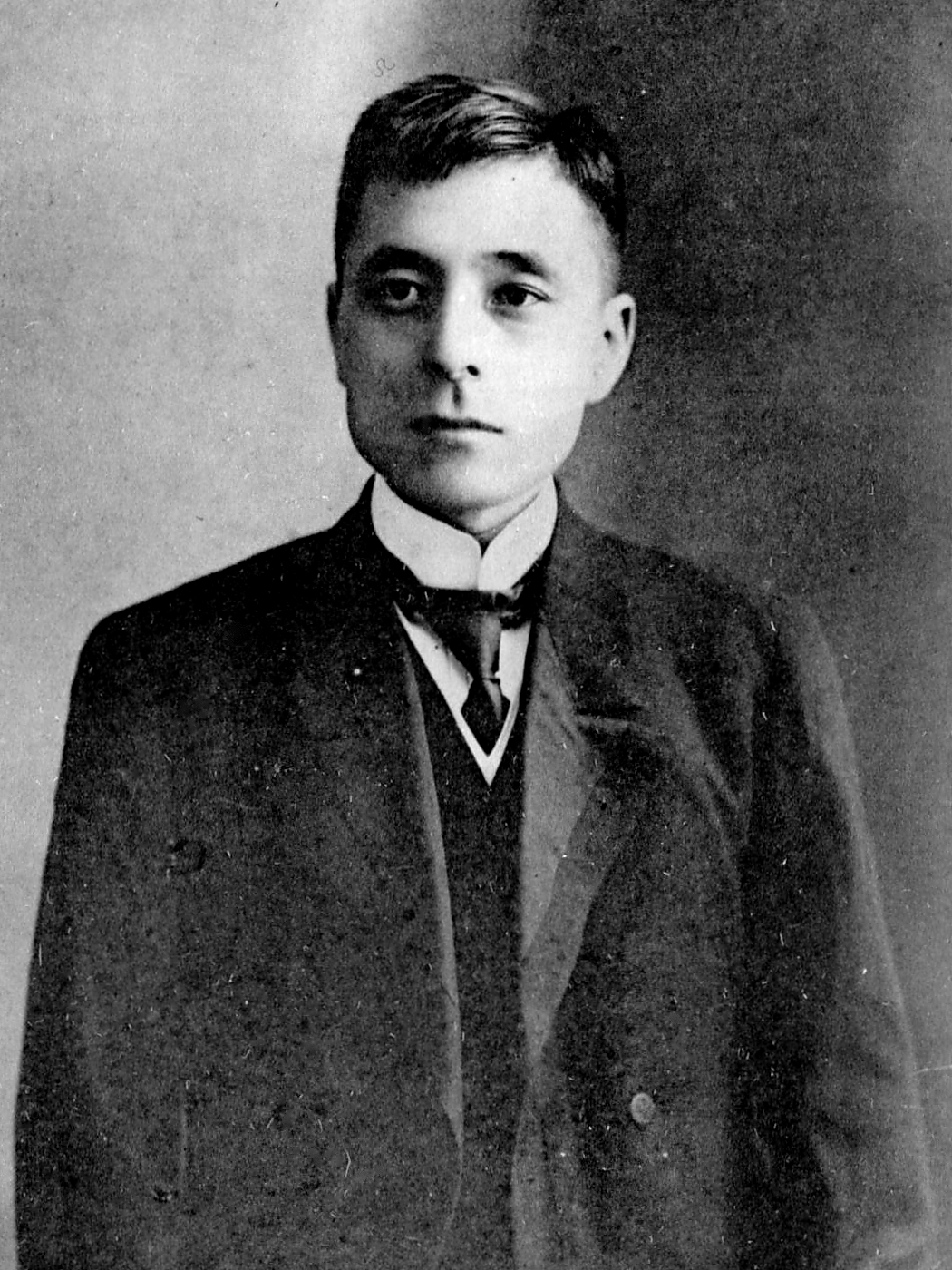
大同電力初代社長福澤桃介

1923年（大正12年）3月、松本電灯合併前に建設が決定済みであった関川発電所と筑摩変電所を結ぶ松本送電線が完成した。大同電力に対する電力供給は関東大震災発生に伴い大同側からの申し出によって1年延期されるも、翌1924年（大正13年）12月15日より開始された。送電開始に際し、松本送電線の改修により大谷発電所と大同電力塩尻変電所（所在地：長野県東筑摩郡広丘村郷原＝現・塩尻市広丘郷原）を結ぶ「塩尻送電線」が整備され、同時に大谷発電所増設工事も竣工した。送電線終端の大同電力塩尻変電所は東京電灯に対する電力供給の拠点であり、大谷発電所から送電された電力は大同電力桃山発電所の発生電力などとともに東京方面へと送電された。
大同電力送電用の発電所は大谷発電所に加えて鳥坂（とっさか）発電所も用意された。鳥坂発電所は関川本流のうち大谷発電所よりも下流側、中頸城郡鳥坂村大字上堀之内（現・妙高市上堀之内）に所在。この地点では越後電気時代の1913年に水利権出願がなされていたが、競願があり長年認可されないままであった。1922年末になって競願者の一人早川電力社長窪田四郎との妥協が成立、中央電気の工事費負担を分散させる意図もあって競願者の一部を包摂し新会社「関川電力株式会社」を新設し同社に鳥坂発電所を建設させる運びとなった。関川電力は1924年4月29日、資本金700万円で高田市内に設立。同社は鳥坂発電所を1924年10月に着工し、2年後の1926年（大正15年）11月に竣工させた。鳥坂発電所の出力は22,600 kWである。
中央電気では鳥坂発電所工事中の1926年9月1日に株主総会で関川電力合併を決議し、竣工後の1927年（昭和2年）1月28日付で同社を吸収した。合併に伴う中央電気の増資額は61万5000円。これとは別に1923年6月に450万円、関川電力の合併決議時に1238万5000円の増資をそれぞれ決議しており、関川電力合併後の資本金は2200万円となっている。
大同電力に対する電力供給は1927年11月以降最大27,000 kWとされた。大同電力送電分電力の周波数は50ヘルツであるが、上越地方における供給電力の周波数は60ヘルツである。このため50ヘルツと60ヘルツの電力系統を分けて運用する必要があり、大谷・鳥坂両発電所は50ヘルツ供給用、それ以外の関川水系発電所は60ヘルツ供給用と役割が定められた。なお1926年12月に、長野電灯平穏第一発電所から塩尻送電線の途中にあたる吉田開閉所（所在地：長野県上水内郡朝陽村＝現・長野市）へと至る大同電力の送電線も完成し、大同電力が長野電灯から購入した電力の送電にも塩尻送電線が活用されることとなった。

### 自社供給用発電所の増設

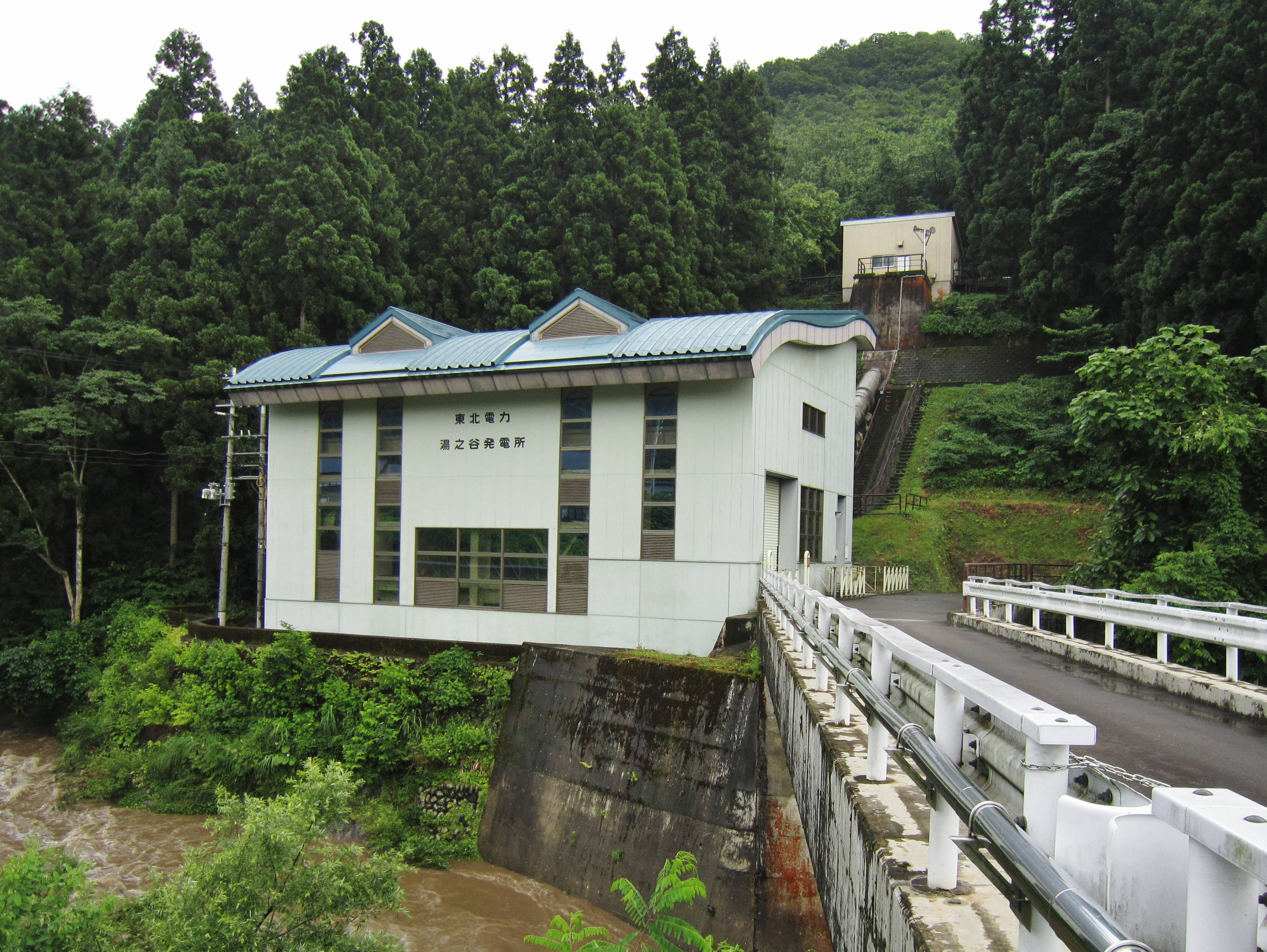
湯之谷発電所（2011年）

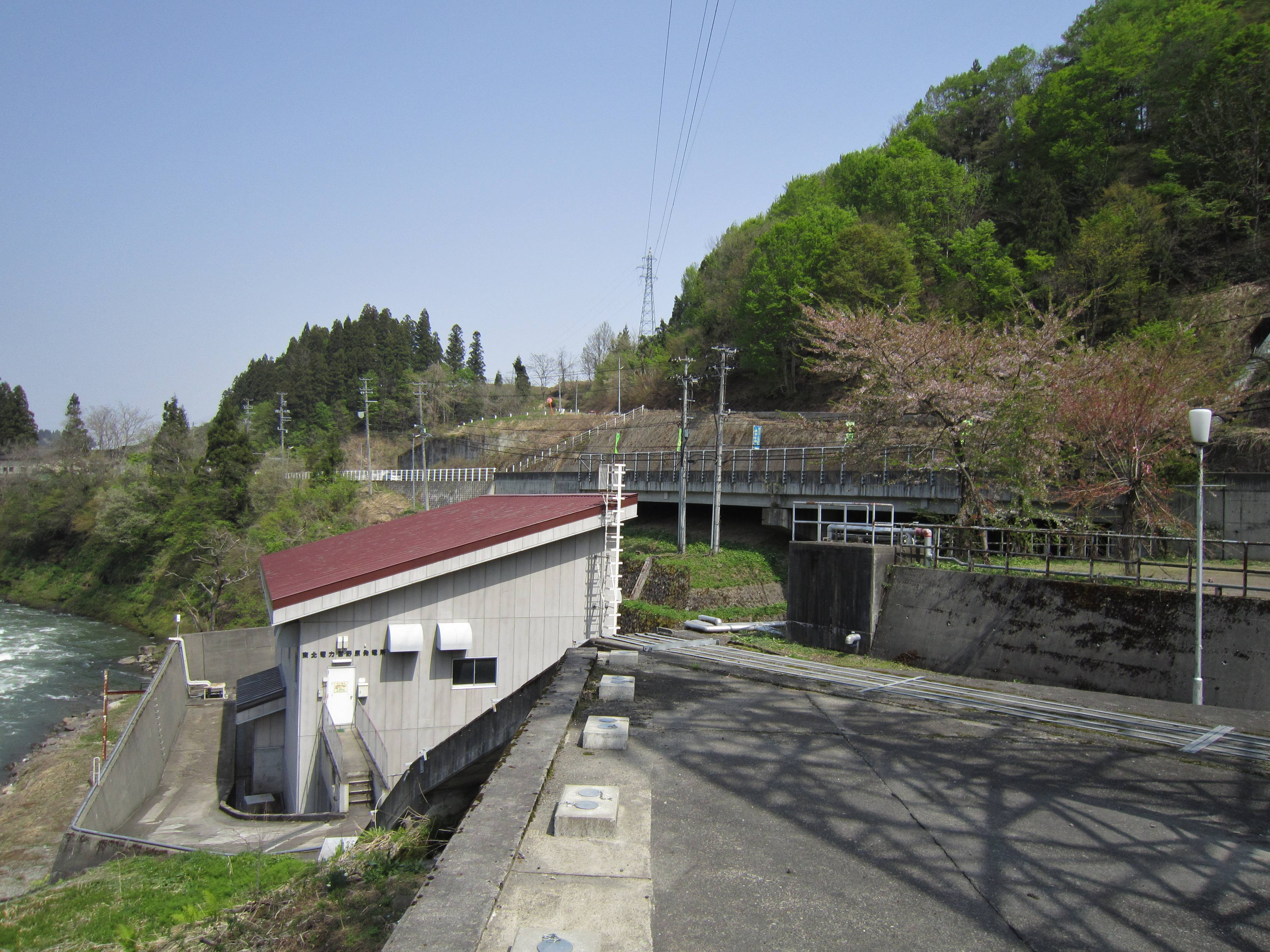
宮野原発電所（2010年）

大同電力に対する送電用電力の手配に並行して、中央電気では自社供給用の電源も充実させ続けた。まず関川水系においては田口発電所（出力1,700 kW）と関山発電所（出力800 kW）が1920年代に相次ぎ完成した。田口発電所は大同電力送電用に変更された大谷発電所に代わる自社管内の電源として整備されたもので、1923年10月に完成した。関川発電所と蔵々発電所の間に残る未利用落差を活用している。関山発電所は大谷発電所と鳥坂発電所貯水池の間に生ずる落差を利用する発電所で、設計上の都合から鳥坂発電所とあわせて関川電力によってに建設されたという経緯を持つ。こちらは1926年3月に竣工した。所在地は田口発電所が中頸城郡名香山村大字田口（現・妙高市田口）、関山発電所が中頸城郡関山村大字坂口新田および原通村大字上中村新田（現・妙高市坂口新田および上中村新田）である。
糸魚川方面では1924年10月1日付で早川電気株式会社より発電所その他を31万円で買収した。同社の発電所は西頸城郡上早川村大字北山（現・糸魚川市北山）にあり、出力は1,000 kW。会社は1918年12月19日、資本金30万円で西頸城郡大和川村大字梶屋敷（現・糸魚川市梶屋敷）に設立されたもので、大阪の藤本清兵衛や地元の高鳥順作らが取締役に名を連ねている。開業は設計変更などで遅れており1923年7月のことであった。早川電気の事業を引き継いだ中央電気では1925年（大正14年）7月に早川の早川・北山両発電所へ変圧器を追加するとともに上早川送電線を完成させ、両発電所の発生電力を高田方面にも送電可能とした。さらに1926年3月には北山発電所の増設工事を完成させている。
魚沼方面では1925年1月より湯ノ谷（湯之谷）発電所が運転を開始した。同発電所の所在地は北魚沼郡湯之谷村葎沢（現・魚沼市葎沢）、出力は510 kWであり、既設佐梨発電所と同様に信濃川水系佐梨川からの取水である。また松本支社管内では1928年（昭和3年）6月より薄川第四発電所が運転を開始した。所在地は長野県東筑摩郡入山辺村（現・松本市入山辺）、出力は790 kW。信濃川水系薄川にある4か所の発電所のうち最上流部にあり、薄川本流沿いに立地するが、取水は支流の沢から行う。
自社発電力の増強に加え、1928年1月より志久見川電力から1,000 kWの受電を開始した。同社は1926年5月31日付で資本金100万円をもって中魚沼郡十日町（現・十日町市）に設立。十日町の魚沼水力電気と保倉川電気が共同出資して立ち上げた発電会社であり、信濃川水系志久見川から取水する宮野原発電所（出力2,440 kW）を中魚沼郡上郷村大字宮野原（現・津南町上郷宮野原）に建設し営業していた。

### 隣接小規模事業の統合

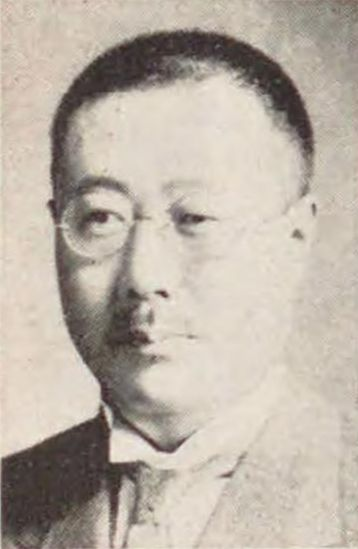
東筑電気社長上條信

中央電気は1920年代中に隣接する小規模事業者6社から相次いで事業を譲り受けた。一つは前述の早川電気（1924年統合）で、他には1927年統合の佐梨川水力電気、1928年統合の上田水力電気、1929年（昭和4年）統合の東筑電気・山辺電気・頸城電気がある。さらに1931年（昭和6年）には東水電からも事業を譲り受けた。早川電気を除く6社の概要は以下の通り。
佐梨川水力電気株式会社
1920年3月20日、資本金40万円で北魚沼郡湯之谷村大字井口新田（現・魚沼市井口新田）に設立。佐梨川に出力160 kWの大湯発電所を建設して1922年5月に開業した。供給区域は湯之谷村と北魚沼郡藪神村からなる。
中央電気への事業譲渡は1926年11月に逓信省から認可され、翌1927年1月に譲渡手続きを完了した。事業譲渡は中央電気が湯之谷村に湯ノ谷発電所を新設したことが契機となっている。
上田水力電気株式会社
1919年6月10日、資本金10万円で南魚沼郡塩沢町大字塩沢（現・南魚沼市塩沢）に設立。1920年8月に開業した。供給区域は南魚沼郡のうち上田村・中之島村・石打村で、統合前年の段階では石打村所在の大沢発電所（出力43.4 kW）と東京電灯からの受電を電源とした。
1928年10月3日付で中央電気への事業譲渡の認可があり、11月1日付で事業引継ぎを完了した。統合時の資本金は20万円であった。
東筑電気株式会社
1916年5月21日、資本金6万円で長野県東筑摩郡新村（現・松本市新村）に設立。役員には上條信ら東筑摩郡の人物が名を連ねる。開業は1916年12月。供給区域は開業当初から新村・朝日村など東筑摩郡南西部10村と南安曇郡安曇村からなる。当初から発電所を持たず、諏訪電気からの受電で営業した。
1929年6月11日付で中央電気への事業譲渡の認可があり、7月に引継ぎを完了した。統合時の資本金は30万円であった。
山辺電気株式会社
資本金6万円の合資会社として1916年1月25日に長野県東筑摩郡里山辺村（現・松本市里山辺）に設立。翌1917年4月24日株式会社へ改組し、さらに1919年6月東筑摩郡寿村大字豊岡（現・松本市寿豊岡）へ移転した。開業は1918年1月で、供給区域は東筑摩郡東部の寿村・中山村・入山辺村。開業時から入山辺村に北入発電所（出力45 kW）を置くほか、1927年時点では東筑電気からも受電している。
1929年6月11日付で中央電気への事業譲渡の認可があり、7月に引継ぎを完了した。統合時の資本金は15万円であった。
頸城電気株式会社
1920年11月5日、資本金10万円で中頸城郡櫛池村大字東戸野（現・上越市清里区東戸野）に設立。奈良尾発電所（出力44 kW）を建設して1921年11月に開業したが、間もなく発電所が破損したため、発電所は休止して中央電気からの受電へと電源を転換した。供給区域は中頸城郡菅原村・櫛池村および東頸城郡牧村。
1929年10月28日付で中央電気への事業譲渡の認可があり、11月に引継ぎを完了した。
東水電株式会社
1921年10月15日、資本金10万円で南魚沼郡東村大字山崎新田（現・南魚沼市山崎新田）に設立。水無川に出力65 kWの大倉発電所を建設し、1923年1月に開業した。東村のみを供給区域とする小事業者であった。
1930年12月に中央電気への事業譲渡の認可があり、翌1931年2月には譲渡手続きを完了した。
隣接事業者の統合が続いた1920年代には、供給成績も伸長を続けた。電灯取付数については高燭化（より明るい電灯への切り替え）の勧誘を実施した1924年下期に20万灯へ到達。東筑電気ほか2社を統合した1929年下期末（11月末）には30万9307灯を数えた。動力用電力供給については1926年上期に初めて5000馬力を超え、1929年下期末には7508馬力（約5,599 kW）となっている。電力供給の部門では特に農事電化が注力されており、会社では1928年5月の創業20周年を記念して10万円を拠出し、管内の農村へ動力配電線を無償で延長した。これを機に管内農村部では石油発動機から電動機への転換が進んでいった。

### 恐慌下の料金値下げ運動
1930年代初頭に発生した昭和恐慌下では中央電気も成績低迷を経験した。点灯数の減少（取付灯数は増加）や動力用電力供給の減少は1931年上期から1932年（昭和7年）上期にかけて発生。1932年下期に入ると製糸業の好転につれて電灯・電力とも需要回復に転じ、成績低下は短期間で終わったが、1934年（昭和9年）上期に養蚕灯や灌漑電力など季節的需要を整理したことで表面上成績が低下し、電灯取付数は30万灯を割り込む29万9601灯、動力用電力供給は5,341 kWとなった。この成績低下も一時的で、同年下期には電灯・電力とも供給増となり電灯取付数は30万灯を回復している。
このように供給成績減少をもたらした1930年代初頭の昭和恐慌下、松本支社管内では電灯料金値下げ運動が発生した。その契機は、1930年7月、長野県連合青年団が恐慌対策の一環として電灯料金の値下げを要求する声明書を発したことにある。県連合青年団の主張は、大正中頃に比べて3割ほど下落している諸物価にあわせ、値下げがなされないままでいる電気料金も3割値下げするべき、というものであった。この動きに呼応して、東筑摩郡連合青年会は同年10月に電気料金の3割値下げ、街灯料の無料化、取付工事費・電灯位置変更費の撤廃、貧困者に対する電灯料免除範囲の拡大など9項目を中央電気へと要求していくと決定した。12月になると東筑摩郡内の各地で料金値下げを求める村民大会が開かれるようになり、翌1931年1月には料金値下げに向けた「東筑摩郡値下同盟会連絡会」が神林村に組織された。
同盟会では値下げ要求を会社側に飲ませるべく料金不払い運動に踏み切る方針を固めたが、同盟会には値下げの趣旨には賛同するが不払い運動実践には反対するという意見の町村もあり、足並みの乱れが目立った。1931年1月、上林村が先陣を切って不払い運動を実践し始めたが、これに対し中央電気は実行委員の8人に対し電灯線を断線するという措置に踏み切った。これを機に不払い運動は拡がりをみせたが、会社側は値下げ拒否の姿勢を明らかにし電灯線断線で運動に対抗していく。2月9日には神林村で400人余りを集めた抗議デモが行われ、16日には東筑摩郡内や松本市内で需要者大会が開かれて改めて3割値下げ実現などが決議されたが、農繁期を控えて不払い運動は1戸1灯に減らすという減灯運動に切り替えられた。
3月になると神林村と隣の和田村の2村は全村で電灯を消灯するという消灯運動の実行を決定、8日を期して消灯を始め石油ランプの生活に戻った。この消灯運動はやがて近隣の村にも波及していくが、突如松本警察署が調停に入り、その結果4月12日に同盟会と中央電気の間に覚書が交わされるに至った。その内容は公共施設への無料供給、断線者の即時復旧などからなり、会社側から東筑摩郡各町村へ若干の寄付金を出すという約束もなされたものの、値下げに関しては一切盛り込まれず、値下げ運動は何ら成果を得られないまま終息した。

### 化学工業部の設置と独立
ここまで中央電気発足から1930年代初頭にかけての電気事業の推移について記述してきたが、この期間中、中央電気は自社電力を活用した炭化カルシウム（カーバイド）製造を兼業していた。
前述の通り、関川流域には1910年代から化学工場が集積していた。具体的には中頸城郡中郷村に日本曹達と日本電炉工業（旧・日本電気亜鉛）、同郡名香山村に東京電化工業と日本亜鉛がそれぞれ工場を構えており、いずれも越後電気時代から大口供給先であった。4社のうち中野友禮率いる日本曹達・日本電炉工業の経営は1920年代に入ってからも順調で、1926年4月には日本曹達が従来から一体的に経営されていた日本電炉工業を吸収した。合併後の日本曹達二本木工場では生産品目の多様化が進行していく。一方、戦後恐慌で経営に行き詰っていた東京電化工業・日本亜鉛については、関川開発に伴って生ずる余剰電力の受け皿を維持すべく中央電気が工場直営化に踏み切った。これが兼営カーバイド事業の起源にあたる。
中央電気の株主総会で東京電化工業・日本亜鉛からの事業買収が決議されたのは1923年6月16日のことで、事業買収価格は計38万5500円とされた。買収実施は6月末で、買収に伴い中央電気では社内に「化学工業部」を設置。直営化した田口工場において、旧東京電化工業の生産品目であったカーバイド製造のみを継続した。カーバイドはアセチレンランプやアセチレンガス溶接・溶断などの用途に使用されるもので、電気炉によって製造される。多量の電力を消費するカーバイド工業は明治後期に日本での生産が始まった段階から水力発電と密接な関わりを持っており、日本で初めてカーバイド製造を始めた宮城紡績電灯（仙台市）がそうであるように、電力会社の副業として兼営される事例が多数あった。関川上流部に発電所を持つ信濃電気（後の長野電気）も明治後期からカーバイド事業を兼営しておりその一例にあたる。
大正期以降のカーバイド事業は原則として豊水期に増加する発電量を吸収する目的で経営されるものであり、中央電気田口工場もまた豊水期のみ操業し渇水期には休業するという生産方式が採られた。ただし休業期にも降雨によって発電量が増加した場合には臨時工を招集し工場を稼働させたため、周辺住民からは「雨降り工場（こうば）」とあだ名されたという。カーバイド事業直営化後しばらくは不況の影響で事業成績は良好ではなかったが、中央電気ではその間も販路拡張や設備改善に努めた。1920年代末なると市況が持ち直したこともあり好成績を挙げたものの、その直後に昭和恐慌が発生するとカーバイド市況暴落で業績は暗転、年間生産量の半分に相当する製品在庫が滞留し操業の一時停止を余儀なくされた。

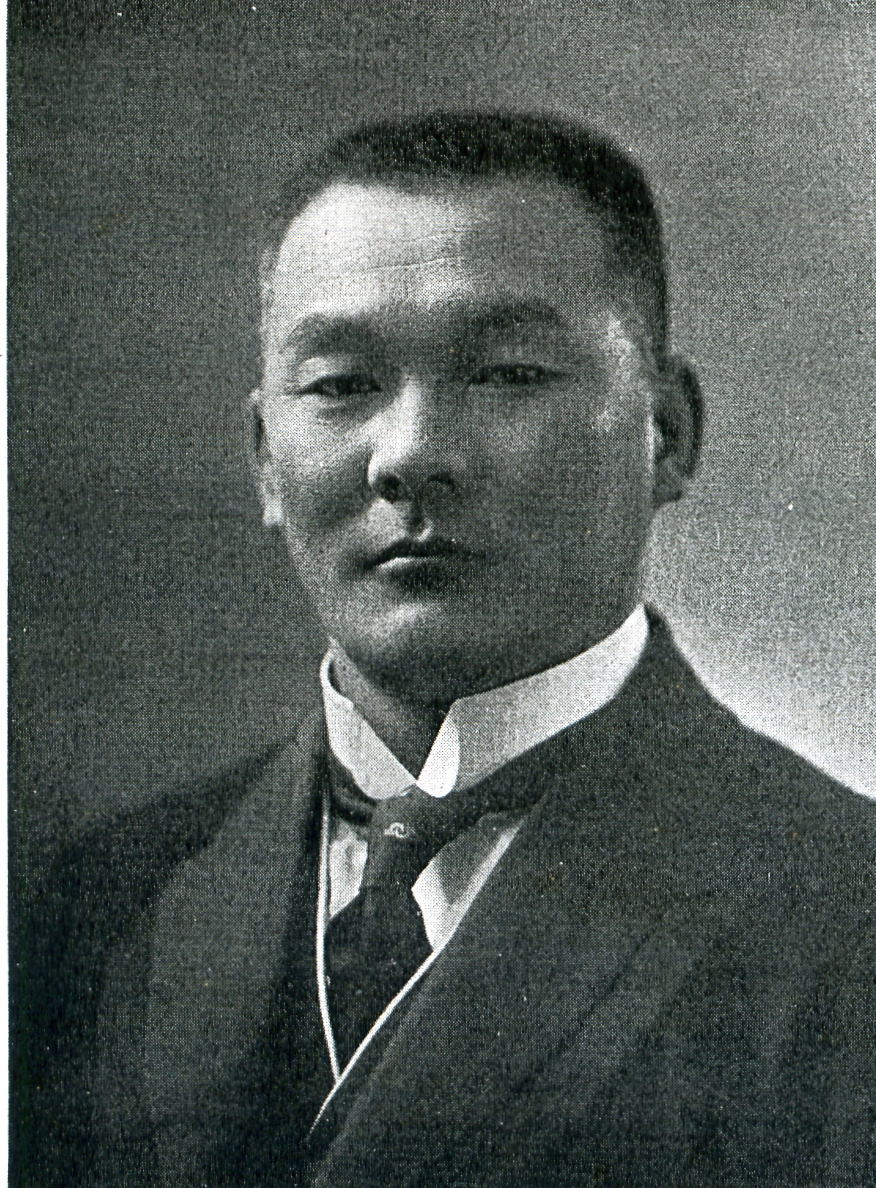
中央電気工業初代会長森矗昶

カーバイド業界では、1920年代後半に電力会社の主導によって石灰窒素（窒素肥料の一種でカーバイドから製造）製造へと進出する事例が相次いでいた。信濃電気が日本窒素肥料（現・チッソ）と提携し設立した信越窒素肥料（現・信越化学工業）もその一つで、同社は直江津に工場を建設して1927年よりカーバイド・石灰窒素の製造を開始した。石灰窒素製造に拡大する企業があった一方で、昭和恐慌による市況悪化でカーバイド工業自体に見切りをつけて満洲事変を契機とした軍拡で需要が高まりつつあったフェロアロイ（合金鉄）の製造へと転換する企業も現れた。そうした企業の一つに秩父電気工業があり、中央電気でもフェロアロイ事業進出を目指し秩父電気工業との提携による新会社設立に進んだ。
秩父電気工業は東京電灯（旧・関東水電）のカーバイド工場を引き継いで発足した、森矗昶率いる会社である。同社と中央電気は、1931年5月にカーバイド市況悪化の対策として業界で「全国炭化石灰共同販売組合」を立ち上げた際に接点ができた。両社提携の契機は、この接点を利用して秩父電気工業がフェロクロム（1932年7月製造開始）に続く新事業としてフェロマンガン製造に乗り出すにあたって、中央電気に電力供給を打診したことにある。この打診を機に、中央電気と秩父電気工業の共同出資によって新会社を設立し、中央電気田口工場を新会社に移して同工場にてフェロマンガン製造に取り組む、という事業計画が具体化される。その結果1934年2月20日、中央電気・秩父電気工業の提携による新会社・中央電気工業株式会社が設立された。
新会社・中央電気工業の資本金は100万円で、中央電気が70万円、秩父電気工業が30万円を出資する。中央電気からの出資のうち69万円は田口工場の土地・建物・設備など化学工業部資産の現物出資による。初代会長には森矗昶が就任し、中央電気からは今井真平（今井五介の長男）が社長、瀬黒幸市が専務、国友末蔵が取締役として入っている。中央電気工業では中央電気化学工業部から引き継いだ田口工場の電気炉6台をもってカーバイドの製造を継続しつつ、一部電気炉を転用して低炭素フェロマンガンの製造を開始した。なお中央電気工業設立直後の1934年9月、提携相手の秩父電気工業は森矗昶の本拠である日本電気工業（1939年昭和電工となる）へと合併されている。

### 日本ステンレス設立と工場誘致
秩父電気工業との提携により中央電気工業を設立した際、中央電気には秩父電気工業の技師長樋口喜六が持つ13クロムステンレス鋼の特許権を活かしたステンレス鋼事業の話も持ち込まれた。関川水系の新規電源開発に伴い供給先を探していた中央電気ではフェロマンガン事業に続いてステンレス鋼事業にも着手すると決定。1934年3月31日、新会社・日本ステンレス株式会社を設立した。日本ステンレスの資本金は500万円で、中央電気工業とは異なり株式の大部分を中央電気かその関係者が保有する。社長は今井五介、専務は瀬黒幸市が兼ねた。工場建設地は中央電気管内の中頸城郡直江津町と新井町による誘致合戦の末に直江津町大字古城（現・上越市港町）に決定された。1934年9月から工場建設が始められ、電気炉計5台からなるステンレス鋼製造設備が完成、翌1935年（昭和10年）8月5日より工場の操業が開始された。
逓信省の資料によると、1939年（昭和14年）12月末時点における中央電気から日本ステンレス直江津工場への電力供給高は5,000 kW、先に設立された中央電気工業田口工場への供給高は7,500 kWであった。同時点で供給高が3,000 kWを超える大口需要家はこのほかに3,500 kWを供給する日本曹達二本木工場がある。同工場は1920年代からの需要家であるが、事業拡大の過程で自家用発電所の建設にも乗り出して水力発電所（関川支流矢代川に立地）や火力発電所を新設しており、中央電気からの受電が電源に占める割合は小さくなっている。これら供給高3,000 kW超の3工場のほかにも需要家は存在しており、中でも中央電気自身が工場設置に関係したものに大日本セルロイド（現・ダイセル）新井工場、理研ピストンリング柿崎工場（現・理研製鋼）、旭製線田口工場の3工場がある。
1930年代に加わった大口需要家の一つ、中頸城郡新井町所在の大日本セルロイド新井工場は、大阪のセルロイドメーカーである同社が新たにアセチルセルロース製造などアセチレン系有機合成事業へと進出するにあたり建設した工場である。新井工場ではまず1936年（昭和11年）4月からカーバイド製造設備が操業を始め、以後1941年（昭和16年）にかけて他の設備も順次完成していった。新井町への工場建設は町の積極的な誘致活動と中央電気が安価な電力供給を持ち掛けてきたことが要因となっている。一方の理研ピストンリング柿崎工場は中頸城郡柿崎町にあるドリルなど切削工具を製造する工場である。近隣の柏崎に工場を持つ理研ピストンリングが中央電気からの電力供給を求めてその管内への分工場設置を決定したことが工場建設の契機で、中央電気からの工場設置に関する照会を機に町が熱心に誘致した結果、1935年10月に柿崎工場開設に至った。中央電気は同工場に対しても安価に電力を供給した。
そして旭製線株式会社の田口工場は、1932年に中頸城郡名香山村の関川発電所近くへと移転してきた製線工場である。転入前の旭製線は東京の蒲田に工場を構え電線（エナメル線や伸銅線）の製造にあたっていたが、エナメル塗装・乾燥や伸銅機に用いる電力費を抑えるべく中央電気の誘致に応えて工場を移転したという経緯を有する。しかし工場移転後も旭製線の経営は好転しないため、1934年3月になって中央電気が旭製線田口工場を買収して製線事業を直営化した。中央電気は以後8年にわたり、直前に中央電気工業として分離したカーバイド事業に代わる兼営事業として製線事業を経営することとなった。

### 揚水発電の実用化
中央電気の電源開発は1928年の薄川第四発電所新設以来しばらく途絶えたが、1930年代半ばになると再開された。1930年代最初の発電所は池尻川発電所で、1934年4月より運転を開始した。この発電所は貯水池として利用する野尻湖から（厳密には湖より流れる池尻川の最上流部から）取水するもので、従来発電に利用されていなかった湖から池尻川下流部までの落差を発電に用いている。所在地は長野県上水内郡信濃尻村大字野尻（現・信濃町野尻）、発電所出力は2,340 kWである。発電所最大の特徴は日本で初めて揚水発電の機能が付加された点であり、渇水期には野尻湖から取水して発電しつつ関川発電所以下の下流側発電所に水を補給するという運用が、反対に豊水期には余剰電力を投じて揚水ポンプを動作させ関川本流と池尻川の余水を野尻湖へと汲み上げるという運用がなされる。
池尻川発電所に関連して、同所の放水池から直接取水する発電所として第二大谷発電所（出力7,530 kW）も建設され、1937年（昭和12年）2月より運転を開始した。揚水発電によって実現した野尻湖水利用の拡大にあわせ、河川流量の増加分を発電に活かすための発電所である。所在地は中頸城郡関山村大字大谷（現・妙高市大谷）で、既設大谷発電所のやや下流側にある。
関川水系においては、第二大谷発電所に続いて板倉発電所（出力7,650 kW）の建設に着手し1939年7月にこれを完成させた。所在地は中頸城郡板倉村大字山越（現・上越市板倉区山越）。関川水系の発電所群の中では最下流に位置しているため落差は少ないが水量は多い。江戸時代からある中江用水の水利権を侵害しないよう設計されており、発電所からの放水はそのまま中江用水へと流される。さらに翌1940年（昭和15年）10月には、板倉発電所付近を流れる上江用水への送水を発電に転用する第二板倉発電所（出力540 kW）も完成した。
関川水系以外では西頸城郡の早川でも電源開発が進められた。まず旧早川発電所（出力200 kW・1912年完成）の老朽化に伴う改修工事によって、旧発電所の下流側にあたる大和川村大字梶屋敷（現・糸魚川市梶屋敷）に新たな早川発電所（出力2,130 kW）が完成した。早川発電所の運転開始は1935年6月のことで、さらに続いて同年8月には角間発電所（出力235 kW）も運転を始めた。角間発電所も早川にある発電所で、西頸城郡上早川村大字角間（現・糸魚川市角間）に位置する。
また1935年12月28日付で逓信省から事業譲り受けの認可を得て翌1936年5月15日付にて先に触れた志久見川電力からの事業引き継ぎを完了した。この統合で同社の宮野原発電所を譲り受けている。後述する1938年（昭和13年）の事業統合で引き継いだ発電所もあり、1939年末時点（第二板倉発電所540 kWは未完成）における中央電気の発電所数は計28か所、総出力は68,302 kWに達している。

### 配電統制に伴う事業統合
電気事業を所管する逓信省は、後述する電力国家管理の具体化に関連し、1936年から翌年にかけて配電事業統制の方針を打ち出した。この当時、限られた範囲だけを供給区域とする小規模電気事業者が全国的に散在していたが、規模の小ささ故に大規模事業者との間には経営内容や電気供給の質で格差を生じていた。そのことを問題視した逓信省では上記方針を打ち出し、小規模電気事業の整理・統合を進めることによって経営採算の不均衡是正や料金低下を目指したのである。本省の方針に従って各逓信局が動いて関係事業者に対し事業統合を勧奨・斡旋した結果、全国的に事業統合が活発化していった。
新潟県を管轄する東京地方逓信局においては、1937年6月、管内主要事業者13社の関係者を集めた懇談会にて逓信局の統制方針が伝達された。その席で示された新潟県内の統制方針は、県内にある13の小規模事業者のうち佐渡島所在分を除く8社を中央電気に統合するというものであり、中央電気はその実現を慫慂された。そして翌1938年、中央電気は統合対象として示された8社のうち魚沼水力電気・松代電気・松之山水力電気・城内水力電気・米山水電の5社から相次いで事業を譲り受けたのであった。逓信省からの事業譲り受け認可の取得日は魚沼水力電気分が1938年9月17日付、残り4社分が同年11月28日付で、5社まとめて11月中に譲渡手続きを完了した。これら5社の概要は以下の通り。
魚沼水力電気株式会社
1911年6月23日、資本金5万円で中魚沼郡十日町に設立。岡田正平（初代社長）ら中魚沼郡の有力者により起業されたたもので、十日町を流れる田川に出力60 kWの発電所を建設して1912年5月に開業した。開業後は供給増に応じて発電力増強（第二発電所・出力51 kWを新設）を進めたが、1920年代に入ると自社開発はせず他社からの受電増加に転換した。
1933年に中央電気が全株式を買収したためその傘下に入る。1936年4月に隣接する保倉川電気（東頸城郡保倉村所在）から事業を譲り受け、1937年8月には東京電灯から供給区域の一部を譲り受けた。統合前の供給区域は中魚沼郡十日町・千手町および中魚沼・南魚沼・東頸城・中頸城・刈羽・長野県下水内・同県下高井の7郡にまたがる計37村からなる。統合時の資本金は60万円。
松代電気株式会社
1921年11月1日、資本金20万円で東頸城郡松代（まつだい）村大字松代（現・十日町市松代）に設立。前身は松代電気合資会社といい、1915年12月、渋海川の千年発電所（出力26 kW）を電源に開業した。統合前の供給区域は松代村のほか東頸城郡山平村・同郡奴奈川村・刈羽郡高柳村・中魚沼郡仙田村からなり、千年発電所のほか中子発電所（出力107 kW）も持った。統合時の資本金は30万円。
松之山水力電気株式会社
1918年6月8日、資本金5万円で東頸城郡松之山村大字浦田口（現・十日町市松之山）に設立。越道川に橋詰発電所（出力50 kW）を設けて翌1919年11月に開業した。1929年11月には第二発電所として中魚沼郡上郷村を流れる信濃川水系大門川に灰雨発電所（出力150 kW、のち850 kW）を新設している。統合前の供給区域は松之山村のほか松代村の一部と中魚沼郡吉田村・貝野村からなる。統合時の資本金は20万円。
城内水力電気株式会社
1919年9月10日、資本金5万円で南魚沼郡城内（じょうない）村大字上原（現・南魚沼市上原）に設立。広堀発電所（出力34 kW）を設けて翌1920年9月に開業した。統合前の供給区域は南魚沼郡城内村・五十沢村。統合時の資本金は10万円であった。
米山水電株式会社
中頸城郡上米山村（現・柏崎市）所在の事業者。谷根川に谷根発電所（出力11 kW）を設けて1922年9月に開業した。供給区域は上米山村と米山村。統合時の資本金は5万円であった。
なお、東京地方逓信局から示された統合計画には上記5社の他に青海水電・親不知水電・市振電気の統合が含まれていた。3社とも西頸城郡の西部（新潟県西端部）にあった小事業者である。しかし3社は中央電気には統合されないままで、1941年になって青海水電が親不知水電・市振電気を合併して同地域の事業を統一した。

### 日本発送電に対する設備出資

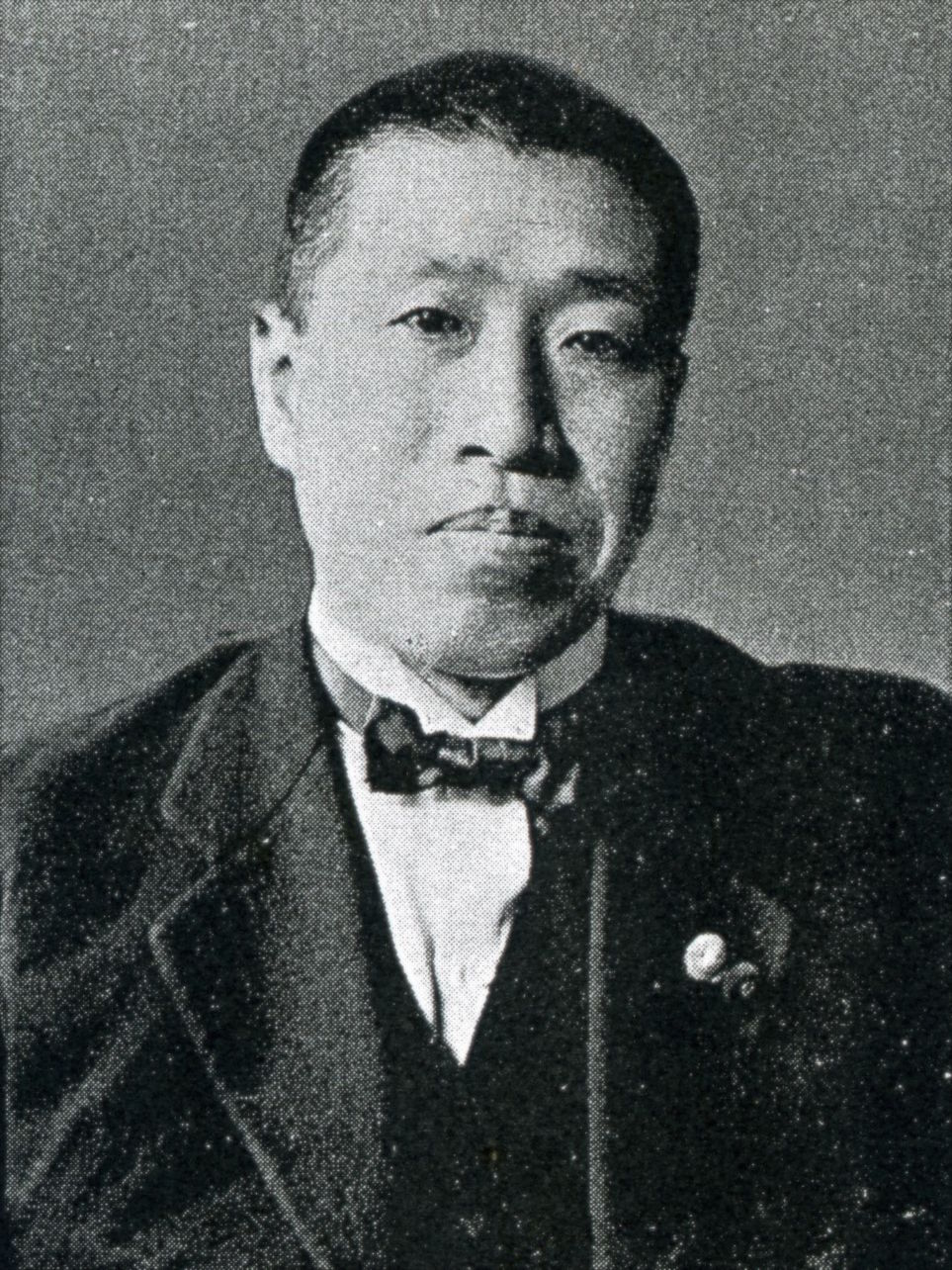
第一次電力国家管理を推進した逓信大臣永井柳太郎

1936年3月成立の広田弘毅内閣、および翌1937年6月成立の第一次近衛文麿内閣の下で、政府による電気事業の管理・統制を目指す「電力国家管理」政策が急速に具体化され、日中戦争勃発後の1938年4月、国策会社日本発送電を通じた政府による発送電事業の管理を規定する「電力管理法」と関連法3法の公布に至った。これをうけて1939年4月1日、電力国家管理の担い手たる日本発送電株式会社が設立される。設立に際し全国の事業者から出力1万kW超の火力発電所と主要送電設備が現物出資の形で日本発送電へと集められており、中央電気も1938年8月11日付の公告にて以下の送電設備を出資するよう逓信省より命ぜられた。
- 塩尻線の一部 ： 大同電力吉田開閉所 - 大同電力塩尻変電所間
  - 接続する大同電力平穏線（長野電気平穏第一発電所 - 大同電力吉田開閉所間）や同社塩尻変電所も日本発送電への出資対象。
- 出川分岐線 ： 塩尻線 - 中央電気出川変電所間
  - 出川変電所は長野県松本市出川町に所在[84]。

出資設備の評価額は122万7158円とされ、出資の対価として中央電気には日本発送電の株式2万4543株（額面50円全額払込済み、払込総額122万7150円）と現金8円が交付された。出資後、日本発送電との間には吉田開閉所において常時20,000 kW（大谷・第二大谷・鳥坂の3発電所から送電）を供給し、反対に出川変電所にて常時3,900 kWを受電する、という受給関係が生じている（1939年末時点）。国家管理期、1940年上期末（5月末）時点における中央電気の供給成績は、電灯取付数41万7994灯、動力用・電熱用その他電力供給10,694 kWであった。以降の供給成績は公表されていない。
電力国家管理の実施後、中央電気では傘下の中央電気工業・日本ステンレスと合同して満洲国進出をも視野に入れた資本金1億円超の大会社へと拡大する計画を具体化した。そして合同を機に高田から東京へと本社を移転することも決定し、株主総会開催を前にした1939年12月18日に専務の瀬黒幸市が高田市長中川潤治へこれらの計画を伝達した。だが当時の中央電気は百三十九銀行と並ぶ高田の大企業であり、本社が転出した場合には市の法人税収が大幅に減少するとみられたため、中央電気本社移転は市当局を巻き込む大問題に発展していく。移転反対の声は短期間で拡大し、地元株主の反対運動や市長・市会議長・商工会議所会頭連名による逓信省・企画院への反対陳情まで行われた。1940年2月17日に中央電気の臨時株主総会が開かれ、1300万円の増資により資本金を3500万円とする件が決議されたものの、決議予定であった本社移転は議題にもされなかった。その後も中央電気は東京移転の意向を持ち続けたものの、結局実現していない。

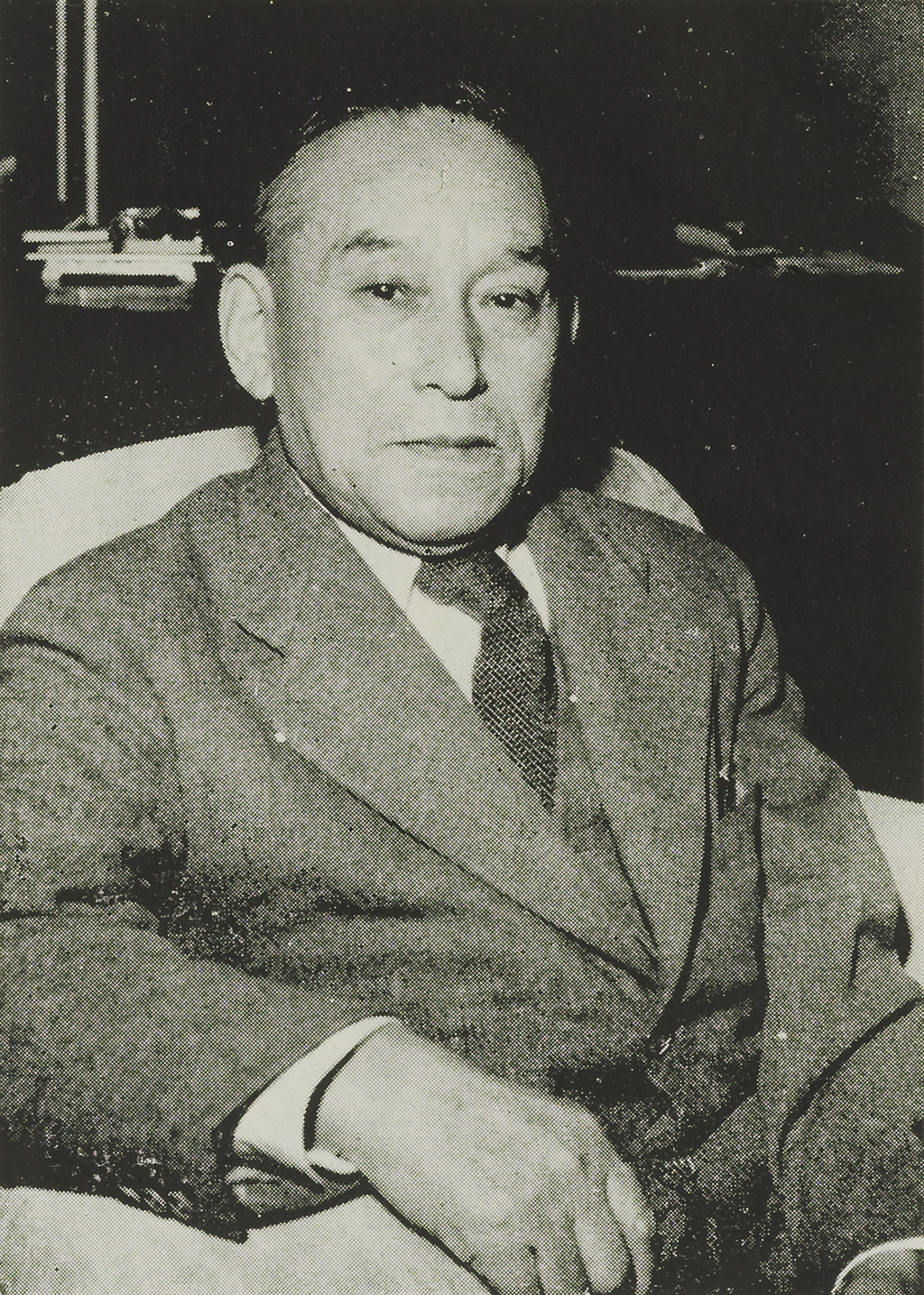
第二次電力国家管理を推進した逓信大臣村田省蔵

1930年代末に現実のものとなった電力国家管理政策は、1940年代に入ると第二次近衛内閣の下で国家管理をより強化する方向へと再検討され始め、既存電気事業者の解体と日本発送電の体制強化・配電事業の国家統制にまで踏み込んだ「第二次電力国家管理」政策が急速に具体化されていく。この動きに一部電力会社から強硬な反対運動が起こされたものの反対論は電力業界内でも大勢を占めるに至らず、1941年4月に発送電管理強化のための電力管理法施行令改正が実行され、同年8月には配電事業統合を規定する「配電統制令」の施行に至った。
第二次電力国家管理における日本発送電への設備出資は1941年10月1日付（第一次出資）と翌1942年（昭和17年）4月1日付（第二次出資）の2度に分割し実施された。今回の出資対象には一部の水力発電所（出力5,000 kW超の水力発電所とそれらに関連する水力発電所）も含まれており、中央電気は第二次出資に関し1941年8月2日付で設備出資命令を受け取った。その出資対象設備は以下の通りである。
- 発電設備 ： 10発電所（池尻川・関川・田口・蔵々・大谷・第二大谷・関山・鳥坂・板倉・第二板倉）
- 送電路線 ： 11路線（大谷発電所 - 吉田開閉所間の「長野線」など）
- 変電設備 ： 1変電所（田口変電所＝中頸城郡名香山村所在）

これらの出資設備評価額は2508万4433円とされ、出資の対価として中央電気には日本発送電の株式50万1688株（払込総額2508万4400円）と端数分の現金33円が交付された。

### 配電会社への出資と解散
配電事業統合に関しては、1941年9月6日付で配電統制令に基づく国策配電会社の設立命令が各地の主要事業者に対し一斉に交付された。長野県が中部配電の管轄とされたのに対し新潟県は東北6県とあわせて東北配電の管轄とされたことから、中央電気が受命した配電会社設立命令も2社分であり、本社管轄区域を東北配電へ、松本支社管轄区域を中部配電へと出資するよう命ぜられた。両配電会社に対する出資対象設備は以下の通り。
- 東北配電へ出資
  - 発電設備 ： 15発電所（角間・早川・北山・谷根・菖蒲・宮野原・灰雨・中条・橋詰・中子・大湯・湯ノ谷・佐梨・大倉・広堀）
  - 送電設備 ： 15路線
  - 変電設備 ： 12変電所
  - その他、東北配電の配電区域内にある配電設備・需要者屋内設備・営業設備の一切
- 中部配電へ出資
  - 発電設備 ： 4発電所（薄川第一・薄川第二・薄川第三・薄川第四）
  - 送電設備 ： 7路線
  - 変電設備 ： 5変電所
  - その他、中部配電の配電区域内にある配電設備・需要者屋内設備・営業設備の一切

東北配電出資設備の評価額は1577万5200円と算定された。出資とともに負債301万6000円を東北配電へと引き継いだため、出資評価額から負債継承額を控除した金額に相当する東北配電の株式19万3304株（額面50円払込済み、払込総額966万5200円）と現金309万4000円を出資の対価として交付されている。一方の中部配電出資設備の評価額は389万4429円と算定された。中部配電への負債引継ぎは25万円であり、出資の対価として負債継承額を控除した金額を元に中部配電の株式7万2888株（額面50円払込済み、払込総額364万4400円）と現金29円を受け取っている。
日本発送電への設備出資および配電会社設立に向けた動きが進む中の1941年5月30日、中央電気は定時株主総会において兼営の製線事業や保有する中央電気工業・日本ステンレス両社株式に関しその処分を取締役会へと一任する旨を決議した。1942年1月15日の臨時株主総会では配電統制令の規定による書面承認および日本発送電に対する設備出資の承認の手続きが採られた。次いで同年3月28日の臨時総会では定款への解散事由追加で4月20日をもって会社を解散することが決定された。その4日後の1942年4月1日、日本発送電に対する第二次出資が実施されるとともに配電会社への設備出資も実行に移され、東北配電・中部配電両社を含む全国9社の国策配電会社が一斉に開業した。中央電気においても同日付で日本発送電・東北配電・中部配電への設備出資を完了。そして定められた解散事由に基づき、1942年4月20日付で会社を解散した。開業記念日とされていた5月3日には解散式も挙行された。
清算に伴う株式分配比率は詳細な記録がないが、決定前の見込みでは中央電気株式10株につき日本発送電株式8株と配電会社株式5株、それに若干の現金を分配予定とされた。1934年から兼営する製線事業については日本無線電信電話、後の日本無線への事業譲渡が決定され、中央電気田口工場は日本無線田口工場へと名を変えた。日本ステンレスの株式5万株余りについては、同社が日中戦争勃発後に資金面・技術面の問題から海軍の勧めに従い住友金属工業（現・日本製鉄）の支援を受けていたため、そのまま住友金属工業へと譲渡された。この住友金属工業は中央電気工業とも関係を深めており、1943年末までに同社株式のうち16パーセントを取得している。また中央電気が解散後も保有し続けていた中央電気工業株式については、清算事務中に高田市・松本市へと寄付された。
清算事務は解散2年後の1944年（昭和19年）まで続けられ、同年4月28日に清算結了総会開催ののち、5月12日付で清算結了登記も完了した。

## 年表

### 上越電気・越後電気時代
| 1906年（明治39年） | 6月30日  | 発起人に対し電気事業経営許可。                                                                     |
| 1906年（明治39年） | 8月30日  | 上越電気株式会社設立。本店所在地新潟県中頸城郡金谷村大字大貫、資本金20万円、初代社長大田黒重五郎。 |
| 1907年（明治40年） | 5月1日   | 蔵々発電所完成。                                                                                   |
| 1907年（明治40年） | 5月10日  | 営業開始。                                                                                         |
| 1908年（明治41年） | 2月26日  | 10万円の増資を決議。                                                                               |
| 1909年（明治42年） | 8月18日  | 本店を中頸城郡高田町大字新須賀13番戸へ移転。                                                       |
| 1909年（明治42年） | 12月18日 | 30万円の増資を決議。                                                                               |
| 1910年（明治43年） | 5月5日   | 本店を中頸城郡高田町大字横2番地へ移転。                                                            |
| 1910年（明治43年） | 9月1日   | 飯山（長野県）方面への供給を開始。                                                                 |
| 1911年（明治44年） | 9月1日   | 本店住所を市制施行に伴い高田市横町2番地と変更。                                                    |
| 1911年（明治44年） | 10月30日 | 傍系会社として糸魚川電気株式会社を設立。                                                           |
| 1911年（明治44年） | 11月20日 | 越後電気株式会社へ社名変更。                                                                       |
| 1911年（明治44年） | 12月20日 | 本店を高田市馬出町76番地へ移転。                                                                   |
| 1912年（明治45年） | 2月14日  | 糸魚川電気を合併。資本金130万円となる。                                                            |
| 1912年（大正元年） | 12月8日  | 糸魚川方面への供給を開始。                                                                         |
| 1913年（大正2年）  | 12月25日 | 小出方面への供給を開始。                                                                           |
| 1916年（大正5年）  | 6月20日  | 大田黒重五郎に代わり清水宜輝が社長就任。                                                           |
| 1917年（大正6年）  | 3月16日  | 関川発電所の運転開始。                                                                             |
| 1918年（大正7年）  | 12月15日 | 170万円の増資を決議。                                                                              |
| 1920年（大正9年）  | 6月23日  | 大谷発電所の運転開始。                                                                             |
| 1922年（大正11年） | 8月1日   | 松本電灯株式会社との間に合併契約を締結。                                                           |
| 1922年（大正11年） | 8月28日  | 株主総会にて松本電灯合併を可決。                                                                   |

### 中央電気時代
| 1922年（大正11年） | 11月30日 | 松本電灯を合併し、社名を中央電気株式会社へと変更。資本金は450万円。                                                          |
| 1922年（大正11年） | 12月22日 | 副社長に今井五介が就任。 |
| 1923年（大正12年） | 6月      | 東京電化工業株式会社・日本亜鉛株式会社から事業を譲り受け、社内に「化学工業部」を設置して兼営カーバイド事業を開始。           |
| 1923年（大正12年） | 8月20日  | 450万円の増資を決議。 |
| 1923年（大正12年） | 11月7日  | 田口発電所の運転開始。 |
| 1924年（大正13年） | 4月29日  | 傍系会社として関川電力株式会社を設立。                                                                                       |
| 1924年（大正13年） | 10月1日  | 早川電気株式会社から事業を譲り受ける。                                                                                       |
| 1924年（大正13年） | 12月15日 | 大同電力への送電開始。 |
| 1925年（大正14年） | 1月1日   | 湯ノ谷発電所の運転開始。 |
| 1926年（大正15年） | 3月25日  | 関川電力関山発電所の運転開始。                                                                                               |
| 1926年（大正15年） | 9月1日   | 1238万5000円の増資を決議。                                                                                                   |
| 1926年（大正15年） | 12月2日  | 関川電力鳥坂発電所の運転開始。                                                                                               |
| 1927年（昭和2年）  | 1月      | 佐梨川水力電気株式会社から事業を譲り受ける。                                                                                 |
| 1927年（昭和2年）  | 1月28日  | 関川電力を合併。資本金2200万円となる。                                                                                       |
| 1927年（昭和2年）  | 12月20日 | 清水宜輝に代わり今井五介が社長昇格。                                                                                         |
| 1928年（昭和3年）  | 6月11日  | 薄川第四発電所の運転開始。                                                                                                   |
| 1928年（昭和3年）  | 11月1日  | 上田水力電気株式会社から事業を譲り受ける。                                                                                   |
| 1929年（昭和4年）  | 7月      | 東筑電気株式会社・山辺電気株式会社から事業を譲り受ける。                                                                     |
| 1929年（昭和4年）  | 11月     | 頸城電気株式会社から事業を譲り受ける。                                                                                       |
| 1930年（昭和5年）  | 4月1日   | 高田市内の町名変更実施（馬出町は大町2丁目へ）。以後本店の住所は高田市大町2丁目76番地となる。                                 |
| 1931年（昭和6年）  | 2月      | 東水電株式会社から事業を譲り受ける。                                                                                         |
| 1934年（昭和9年）  | 2月20日  | 秩父電気工業との提携により中央電気工業株式会社を設立。同社へ化学工業部を移管。                                               |
| 1934年（昭和9年）  | 3月      | 旭製線株式会社から事業を譲り受け、兼営の電線製造事業（製線事業）を開始。                                                     |
| 1934年（昭和9年）  | 3月31日  | 傍系会社として日本ステンレス株式会社を設立。                                                                                 |
| 1934年（昭和9年）  | 4月29日  | 池尻川発電所の運転開始。 |
| 1935年（昭和10年） | 8月22日  | 角間発電所の運転開始。 |
| 1936年（昭和11年） | 5月15日  | 志久見川電力株式会社より事業を譲り受ける。                                                                                   |
| 1937年（昭和12年） | 2月25日  | 第二大谷発電所の運転開始。                                                                                                   |
| 1938年（昭和14年） | 11月     | 魚沼水力電気株式会社・松代電気株式会社・松之山水力電気株式会社・城内水力電気株式会社・米山水電株式会社から事業を譲り受ける。 |
| 1939年（昭和14年） | 4月1日   | 国策会社日本発送電株式会社設立。これに伴い送電設備の一部を同社へ出資。                                                       |
| 1939年（昭和14年） | 7月21日  | 板倉発電所の運転開始。 |
| 1940年（昭和15年） | 2月17日  | 1300万円の増資を決議、資本金3500万円となる。                                                                                 |
| 1940年（昭和15年） | 10月     | 第二板倉発電所竣工。 |
| 1941年（昭和16年） | 9月6日   | 配電統制令に基づく東北配電設立命令および中部配電設立命令を受命。                                                             |
| 1942年（昭和17年） | 4月1日   | 日本発送電へ設備を追加出資。東北配電・中部配電に対する設備出資も実施。                                                       |
| 1942年（昭和17年） | 4月20日  | 中央電気株式会社解散。 |
| 1944年（昭和19年） | 5月12日  | 清算結了登記。 |

## 本社・支社・出張所所在地
1939年3月時点における中央電気の本社・支社・出張所所在地は以下の通り。
- 本社 ： 新潟県高田市大町2丁目76番地（現・上越市）
- 松本支社 ： 長野県松本市
- 出張所 ：
  - 直江津出張所 ： 新潟県中頸城郡直江津町（現・上越市）
  - 稲田出張所 ： 新潟県中頸城郡新道村稲田（同上）
  - 新井出張所 ： 新潟県中頸城郡新井町（現・妙高市）
  - 糸魚川出張所 ： 新潟県西頸城郡糸魚川町（現・糸魚川市）
  - 能生出張所 ： 新潟県西頸城郡能生町（同上）
  - 柿崎出張所 ： 新潟県中頸城郡柿崎町（現・上越市柿崎区）
  - 浦川原出張所 ： 新潟県東頸城郡下保倉村浦川原（現・上越市浦川原区）
  - 松代出張所 ： 新潟県東頸城郡松代村（現・十日町市）
  - 十日町出張所 ： 新潟県中魚沼郡十日町（同上）
  - 小出出張所 ： 新潟県北魚沼郡小出町（現・魚沼市）
  - 六日町出張所 ： 新潟県南魚沼郡六日町（現・南魚沼市）
  - 飯山出張所 ： 長野県下水内郡飯山町（現・飯山市）
- 東京出張所 ： 東京市京橋区京橋3丁目2番地4・片倉ビル内（現・中央区京橋）

3階建ての本社ビル（冒頭画像参照）は1928年2月に竣工したもので、高田市内では初となる鉄筋コンクリート構造の建物であった。本社建物は中央電気解散後は東北配電新潟支店高田営業所に転用され、さらに1951年以降は東北電力の営業所として使用されている。

## 供給区域

### 1914年時点の区域一覧
1914年（大正3年）5月末における供給区域は以下の通り。これには未開業の地域も含む。
| 新潟県               | 新潟県 |
| -------------------- | --- |
| 市部 （1市）         | 高田市（現・上越市） |
| 中頸城郡 （2町14村） | 直江津町・八千浦村・有田村・春日村・金谷村・新道村・津有村・大瀁村・潟町村・柿崎村・板倉村（現・上越市）、和田村（現・上越市・妙高市）、 新井町・水上村・鳥坂村・名香山村（現・妙高市） |
| 西頸城郡 （2町5村）  | 糸魚川町・今井村・大和川村・下早川村・浦本村・木浦村・能生町（現・糸魚川市） |
| 北魚沼郡 （1町2村）  | 小出町・堀之内村・湯之谷村（現・魚沼市） |
| 長野県               | |
| 下水内郡 （1町1村）  | 飯山町・秋津村（現・飯山市） |
| 下高井郡 （3村）     | 木島村・瑞穂村（現・飯山市）、 穂高村（現・木島平村） |

### 1926年時点の区域一覧
松本電灯合併後の1926年（昭和元年）末時点における供給区域は以下の通り。
- 他の事業者の供給区域にも含まれる市町村には「【一部】」という表記を付した。

| 新潟県               | 新潟県 |
| -------------------- | --- |
| 市部 （1市）         | 高田市（現・上越市） |
| 中頸城郡 （2町40村） | 直江津町・八千浦村・有田村・諏訪村・保倉村・春日村・谷浜村・桑取村・金谷村・新道村・津有村・三郷村・高士村・大瀁村・明治村・潟町村・旭村・吉川村・柿崎村・下黒川村・黒川村・美守村・上杉村・里五十公野村・板倉村・寺野村（現・上越市）、和田村（現・上越市・妙高市）、 新井町・斐太村・矢代村・水上村・鳥坂村・泉村・水原村・平丸村・上郷村・原通村・大鹿村・豊葦村・関山村・名香山村（現・妙高市）、中郷村（現・上越市） |
| 西頸城郡 （3町9村）  | 糸魚川町・大野村・大和川村・下早川村・上早川村・浦本村・木浦村・能生町・磯部村・能生谷村（現・糸魚川市）、名立町・名立村（現・上越市） |
| 北魚沼郡 （2町）     | 小出町・堀之内町【旧田川入村を含む】（現・魚沼市） |
| 南魚沼郡 （2町5村）  | 伊米ヶ崎村（現・魚沼市）、 浦佐村・藪神村【一部】・大崎村・大巻村・六日町・塩沢町（現・南魚沼市） |
| 長野県               | |
| 市部 （1市）         | 松本市 |
| 東筑摩郡 （8村）     | 岡田村・本郷村・里山辺村・芳川村・島立村（現・松本市）、 広丘村・塩尻村・宗賀村（現・塩尻市） |
| 下水内郡 （1町2村）  | 飯山町・秋津村【一部】・柳原村（現・飯山市） |
| 下高井郡 （2村）     | 木島村（現・飯山市）、 穂高村【一部】（現・木島平村） |
| 上水内郡 （1村）     | 信濃尻村【一部】（現・信濃町） |

### 1938年時点の区域一覧
1938年（昭和13年）12月末時点における供給区域は以下の通り。
- 他の事業者の供給区域にも含まれる市町村には「【一部】」という表記を付した。

| 新潟県               | 新潟県 |
| -------------------- | --- |
| 市部 （1市）         | 高田市（現・上越市） |
| 中頸城郡 （3町45村） | 杉野沢村以外の郡内各町村（現・上越市・妙高市・柏崎市） |
| 西頸城郡 （3町9村）  | 糸魚川町・大野村・大和川村【一部】・下早川村・上早川村・浦本村・木浦村・能生町・磯部村・能生谷村（現・糸魚川市）、 名立町・名立村（現・上越市）                                                                            |
| 東頸城郡 （13村）    | 浦田村を除く郡内各町村（現・上越市・十日町市） |
| 刈羽郡 （7村）       | 高柳村・石黒村・鵜川村・野田村・上条村・中鯖石村・南鯖石村（現・柏崎市） |
| 北魚沼郡 （2町2村）  | 小出町・堀之内町・藪神村・湯之谷村（現・魚沼市） |
| 中魚沼郡 （2町19村） | 岩沢村を除く郡内各町村（現・小千谷市・十日町市・津南町） ただし下条村・真人村・仙田村の各一部も除く |
| 南魚沼郡 （2町11村） | 伊米ヶ崎村（現・魚沼市）、 浦佐村・藪神村・大崎村・東村・城内村・五十沢村【一部】・大巻村・六日町・塩沢町・石打村・中之島村・上田村（現・南魚沼市）                                                                        |
| 長野県               | |
| 市部 （1市）         | 松本市 |
| 東筑摩郡 （1町20村） | 岡田村・本郷村・里山辺村・入山辺村・中山村・寿村・芳川村・笹賀村・今井村・神林村・和田村・島立村・新村・波田村（現・松本市）、 山形村、朝日村、 広丘村・塩尻町・宗賀村・洗馬村（現・塩尻市）、片丘村（現・塩尻市・松本市） |
| 南安曇郡 （1村）     | 安曇村（現・松本市） |
| 下水内郡 （1町4村）  | 飯山町・秋津村【一部】・柳原村・岡山村【一部】（現・飯山市）、 水内村（現・栄村） |
| 下高井郡 （4村）     | 木島村（現・飯山市）、 穂高村【一部】（現・木島平村）、 市川村【一部】（現・野沢温泉村）、 堺村（現・下水内郡栄村） |
| 上水内郡 （1村）     | 信濃尻村【一部】（現・信濃町） |

### 配電統制に伴う供給区域の処理
配電統制令による配電会社の設立に際し、新潟県は東北配電、長野県は中部配電の配電区域にそれぞれ指定されたが、「当分の間」の措置として長野県下水内・下高井・上水内3郡の計10町村における中央電気区域は中部配電ではなく東北配電の配電区域に含めるものとされた。これは中央電気側の管轄区分で見ると、本社管内は東北配電へ、松本支社管内は中部配電へ移管する、という意味である。
その後1942年7月になり各配電会社へ事業譲渡命令が発出され、その中で上記10町村における元中央電気区域に相当する配電区域は東北配電から中部配電へと異動することとなった。この区域整理は同年10月1日付で実施されている。1951年（昭和26年）の電気事業再編成では新潟・長野両県の東北配電区域・中部配電区域はそのまま東北電力・中部電力へ引き継がれており、旧中央電気区域は2分割されたままである。

## 発電所
中央電気では合計33か所の水力発電所を運転した。出力の大きい主要発電所は長野県から新潟県にかけて流れる関川水系に集中した点が特徴で、関川本流と支流池尻川の発電所は計10か所を数えた。以下、関川水系にある10か所の発電所について発電所ごとの概要を記述し、その次にその他発電所について記す。

### 池尻川発電所
位置 ： 北緯36度50分58.4秒 東経138度11分34.9秒 / 北緯36.849556度 東経138.193028度

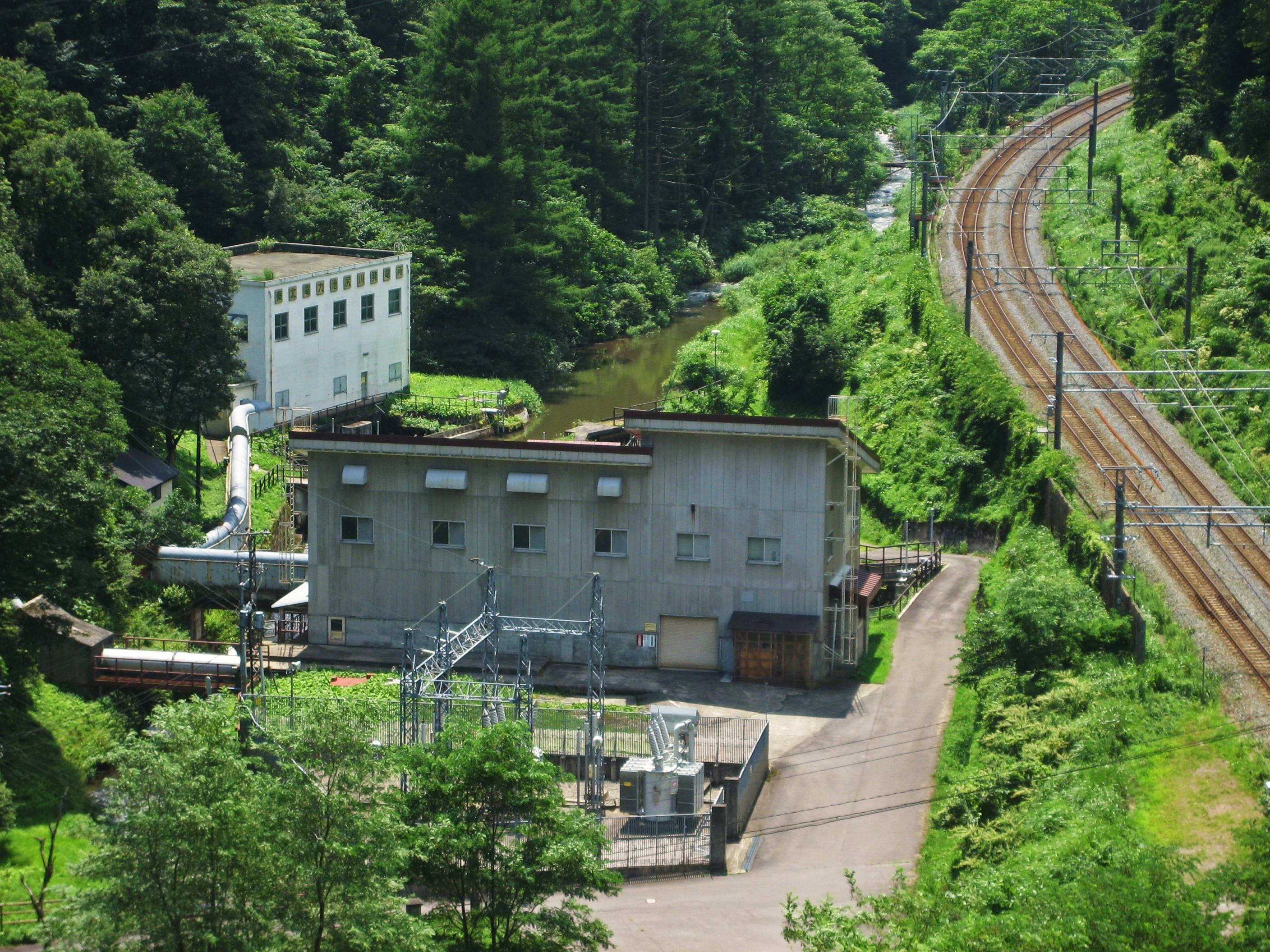
池尻川発電所（2007年）

中央電気が関川水系に持つ発電所のうち最上流部にあるものが池尻川発電所である。1934年（昭和9年）4月14日に竣工し、29日より運転を開始した。所在地は長野県上水内郡信濃尻村大字野尻字赤川（現・信濃町野尻）。
池尻川発電所は関川支流池尻川の上流部にある野尻湖の貯水池利用と密接に関連する発電所である。中央電気では1921年（大正10年）に野尻湖流出口（池尻川取水口）へ水門を整備し、主として渇水期に湖水を池尻川へと流し関川本流にある既設発電所の発電に活用していたが、池尻川自体には発電所が存在しないことから、野尻湖と湖水を最初に受ける関川発電所取水口の間にある落差は発電に使用されないでいた。当該部分での発電を図るべく1932年（昭和7年）8月にこの部分の水利権を会社が取得したことが池尻川発電所建設の契機である。このため関川本流ではなく野尻湖から（厳密には野尻湖流出口から約209メートル下流側の池尻川から）取水する。
日本で初めてとなる揚水発電の機能を持つ点が発電所の特徴であり、豊水期には余剰電力で揚水ポンプを動かして関川本流と池尻川の余水を野尻湖へ汲み上げるという操作も可能である。野尻湖は流入河川が少なく湖水使用後に水位を元に戻す操作は困難を伴うため、中央電気では湖に流入する伝九郎堰用水の改修工事（1925年完成）や古海川から湖まで水路を新設する古海川引水工事（1929年完成）を施工するなど湖への流入量増加の対策を続けていた。1932年になって、水門整備の段階で準備工事がなされていた、野尻湖流出口付近を2尺（0.606メートル）掘り下げ湖の最低水位を2尺引き下げるという工事の実施が決定される（1933年6月竣工）。この工事による湖の有効貯水量増加にあわせた、湖水使用量の拡大と湖水利用後の確実な水位復元を両立するための機能が揚水発電になる。
発電設備は電業社製の横軸フランシス水車3台、芝浦製作所製の1,500キロボルトアンペア (kVA) 三相交流発電電動機3台（周波数は50・60ヘルツ両用）、揚水設備はポンプ計4台と専用の同期電動機1台からなる。水車・ポンプ・発電機各1台は予備用。建設当初の設備は水車・ポンプ・発電機各2台のみであったが、1937年（昭和2年）5月に3号揚水機が追加され、翌1938年（昭和13年）11月には予備機一式が追加された。発電所出力は2,340 kW。
発電に使用された水は発電所建屋の直下にある放水池（揚水池と兼用）へと放流され、池尻川の流水と合流したのち、分水隧道により関川本流の右岸に設けられた「池尻川貯水池」へと送られる。池尻川貯水池は渇水補給の起点であり、その貯水は関川発電所をはじめとする下流側発電所での発電に活かされる。揚水の場合は池尻川貯水池から反対に揚水池へと導水の上、揚水池から関川・池尻川の水が野尻湖へと汲み上げられる。

### 第二大谷発電所
位置 ： 北緯36度54分55.7秒 東経138度13分55.3秒 / 北緯36.915472度 東経138.232028度

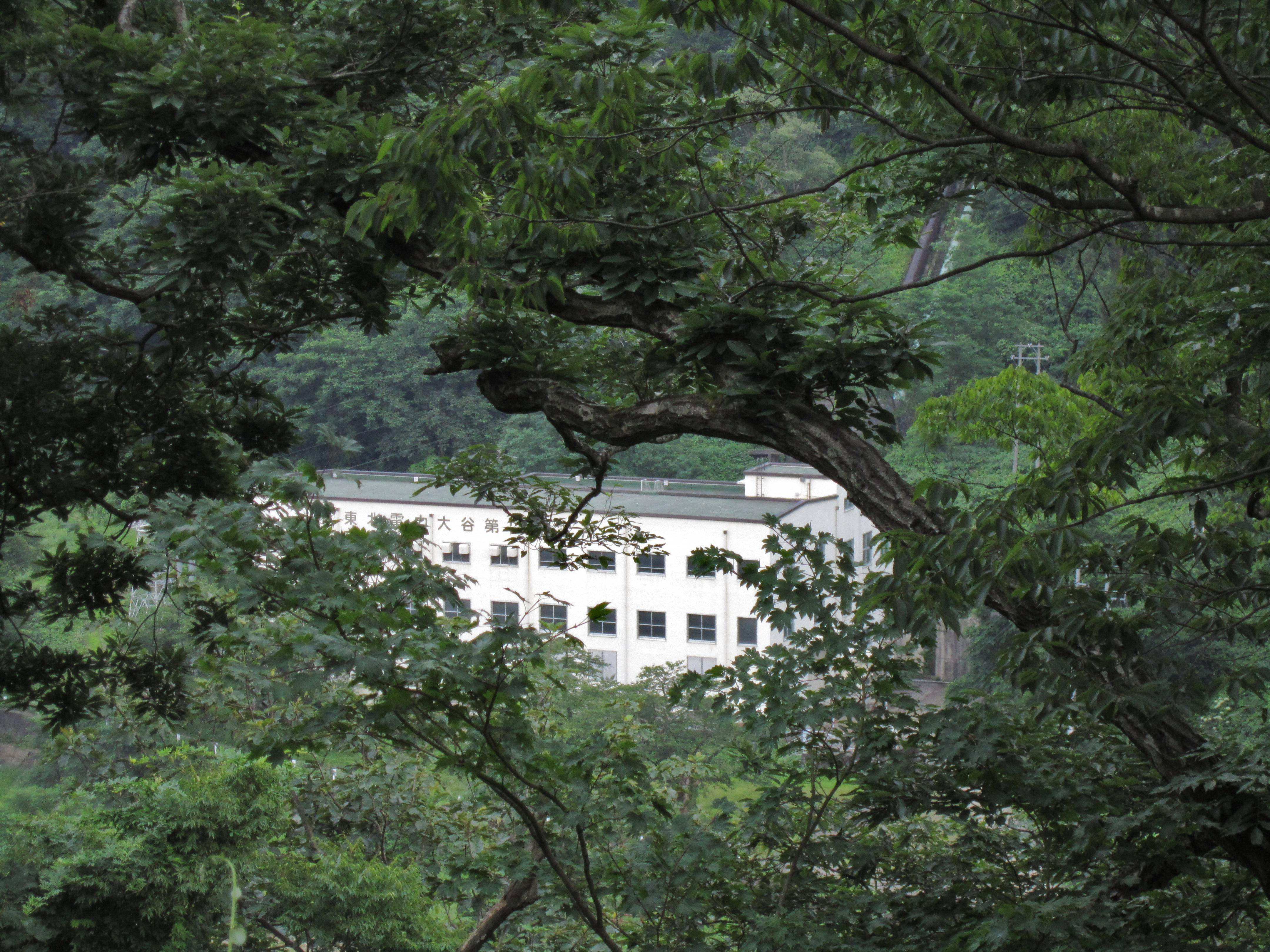
大谷第二発電所（2010年）

上記の池尻川発電所に関連し建設された発電所に第二大谷発電所（後の大谷第二発電所）がある。1935年（昭和10年）12月着工、1937年2月25日より運転を開始した。所在地は中頸城郡関山村大字大谷（現・妙高市大谷）。
池尻川揚水発電所の新設によって野尻湖の水位上昇が容易となり、会社に義務付けられた灌漑開始前の毎年5月末までの満水位復元が確実となったことから、中央電気では有効貯水量のさらなる拡大を図った。そのための工事は、水門に隣接してポンプ揚水機を新設し、従来の最低水位からさらに10尺（3.03メートル）低い水位まで水を汲み上げ可能とするというもので、1937年に完成。野尻湖の有効貯水量は従来の2倍以上となる約2万1620立方メートルに拡大された。湖水利用拡大の結果、下流側の既設発電所では渇水がなくなり発電量が年間を通してほぼ一定になるが、反対に大谷発電所までの4発電所では水路の通水余裕がなく、増加した水量を利用しきれないという問題が生ずる。その解決策として余剰水量を活用して発電すべく第二大谷発電所は建設された。
第二大谷発電所の取水口は池尻川発電所放水池に設けられており、発電に使用される水は、渇水期においては池尻川発電所の放水の一部（下流側発電所へ渇水補給として流す水量を差し引いた残量）、豊水期においては池尻川の流水と池尻川調整池に貯められた関川本流の水である。取水口から入った水は池尻川を横断するサイフォン水路を経て導水路にて発電所へと送られる。導水路の終端近くにも別途調整池（桶海調整池）が設けられている。また導水路は全長8.9キロメートルに及んでおり、取水口から発電所建屋までの間に既設発電所が4か所（関川・田口・蔵々・大谷）存在する。発電設備は電業社製の横軸ペルトン水車2台および芝浦製の6,000 kVA三相交流発電機2台（周波数は60・50ヘルツ両用）からなる。発電所出力は7,480 kW（1939年末時点）。
1938年、上記の第一期工事に続いて第二期工事が着手された。まず、新たに関川支流土路川から桶海（第一）調整池まで導水路を引く工事が翌1939年（昭和14年）に5月に完了。そして土路川引水に伴う発電所出力増加工事（出力14,600 kWへ増加）が資材・労働力不足で工期が延びたものの1941年（昭和16年）6月に完成した。

### 関川発電所
位置 ： 北緯36度51分54.0秒 東経138度12分24.7秒 / 北緯36.865000度 東経138.206861度

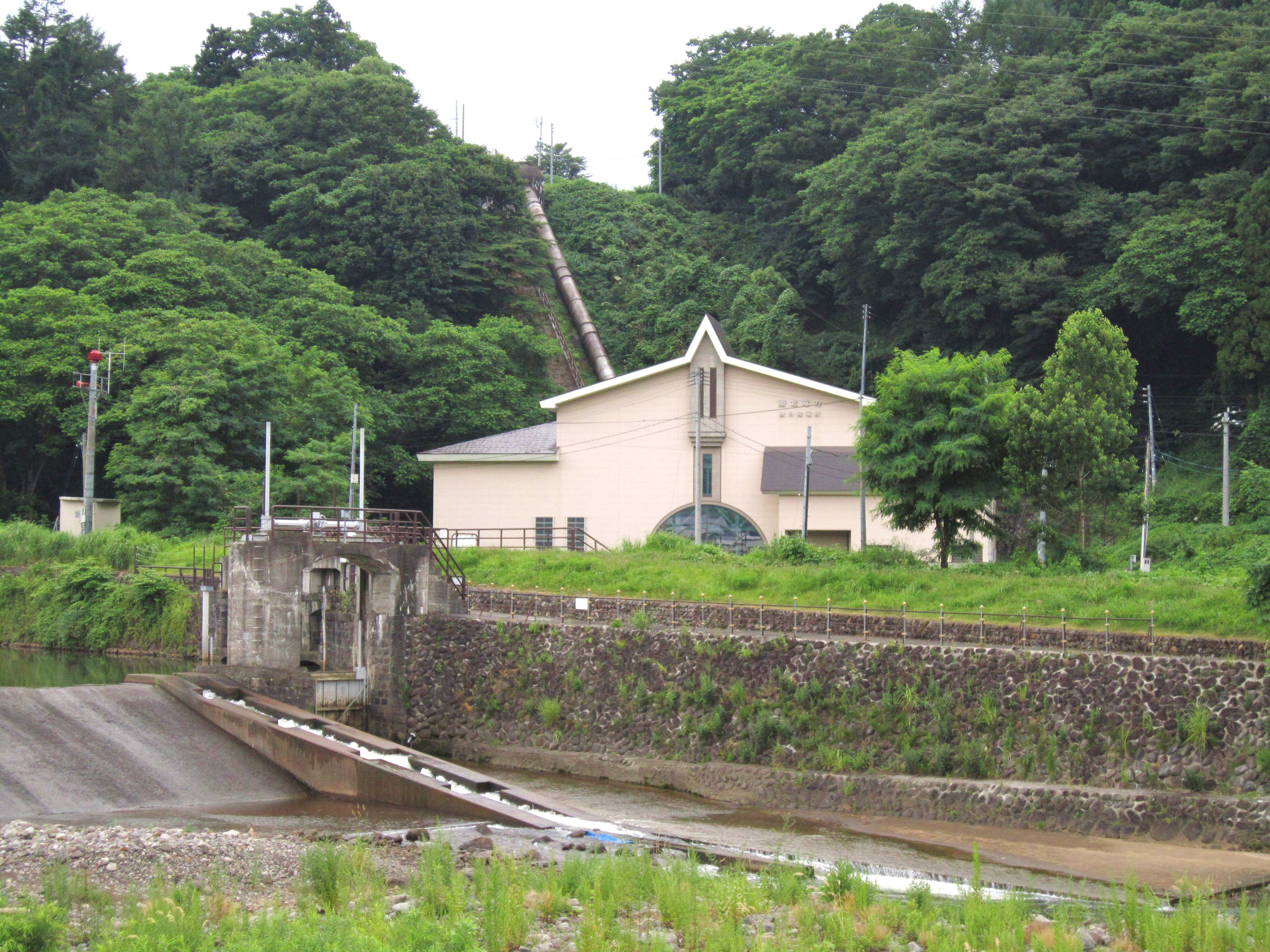
関川発電所（2010年）

自社発電所のうち関川本流の最も上流側に位置するものが関川発電所である。1916年（大正5年）7月に着工され、第一期工事分は翌1917年（大正6年）3月16日より、第二期工事分（発電機1台増設）は同年12月4日よりそれぞれ運転を開始した。所在地は新潟県名香山村大字関川（現・妙高市関川）。
関川本流にある信濃電気杉野沢発電所の下流に位置する。関川から引かれた水は妙高温泉街南端の上部水槽へ導水されたのち、関川左岸の火山泥流によって形成された崖から落とされて発電機を動かす。発電設備は電業社製フランシス水車3台と芝浦製三相交流発電機3台（容量は1,500 kVA・1,000 kVA・600 kVA各1台、周波数60ヘルツ）からなる。設備のうち水車1台と600 kVA発電機は予備設備であり、1927年（昭和2年）9月に追加された。
発電所出力は当初2,000 kW、1939年末時点では2,220 kWである。

### 田口発電所
位置 ： 北緯36度52分47.7秒 東経138度12分50.3秒 / 北緯36.879917度 東経138.213972度

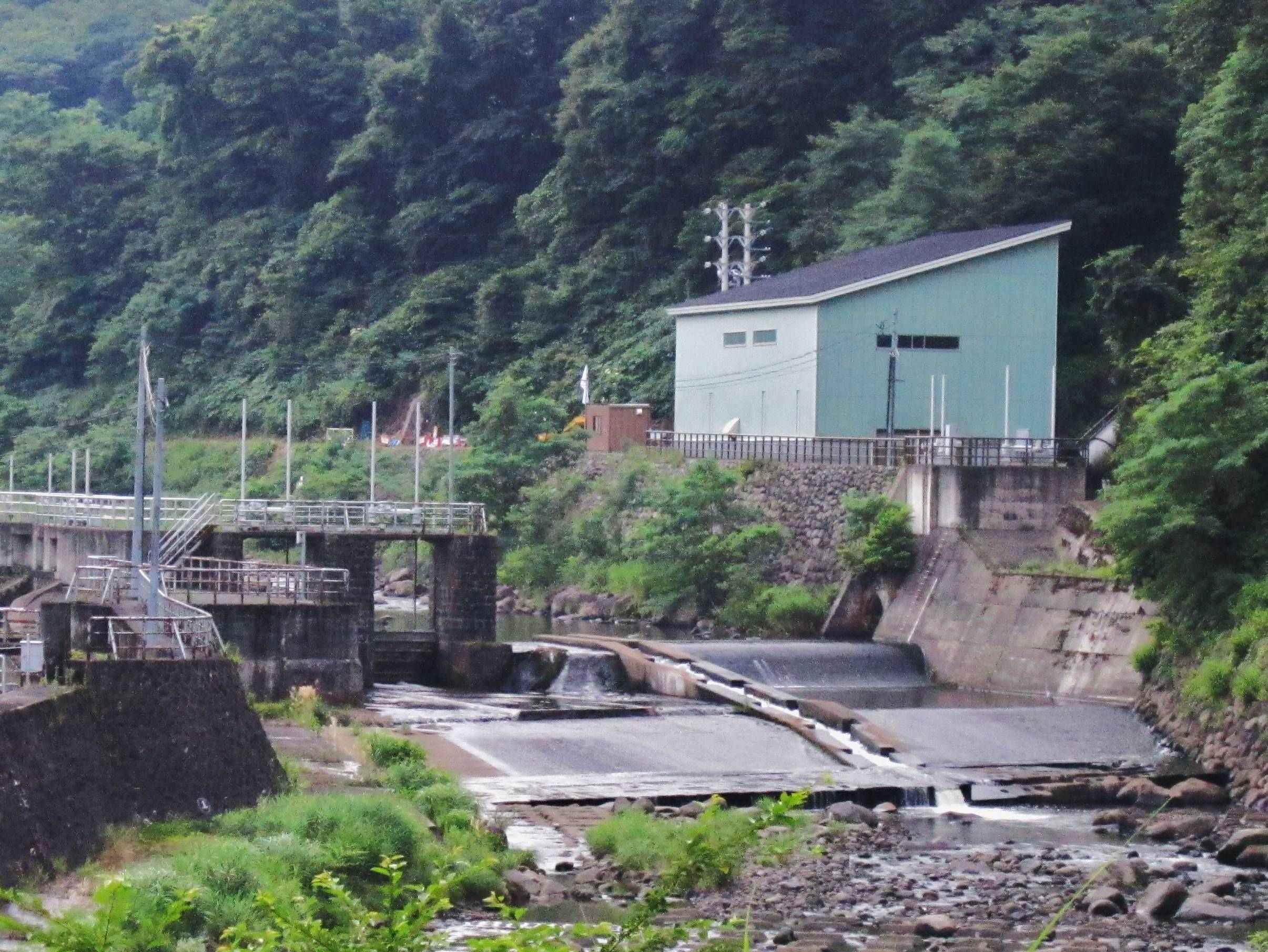
田口発電所（2010年）

関川発電所に続く関川本流の発電所は田口発電所である。1923年（大正12年）6月に着工され、同年11月7日より運転を開始した。所在地は中頸城郡名香山村大字田口（現・妙高市田口）。
先に建設された関川発電所と蔵々発電所の間に残された落差を活用する発電所である。田口市街地の北方にある、関川左岸の火山泥流による崖を用いて発電する。発電設備は電業社製フランシス水車1台と芝浦製の2,350 kVA三相交流発電機1台（周波数60ヘルツ）のみ。
発電所出力は当初1,700 kW、1939年末時点では2,010 kWである。

### 蔵々発電所
位置 ： 北緯36度53分7.4秒 東経138度12分55.6秒 / 北緯36.885389度 東経138.215444度

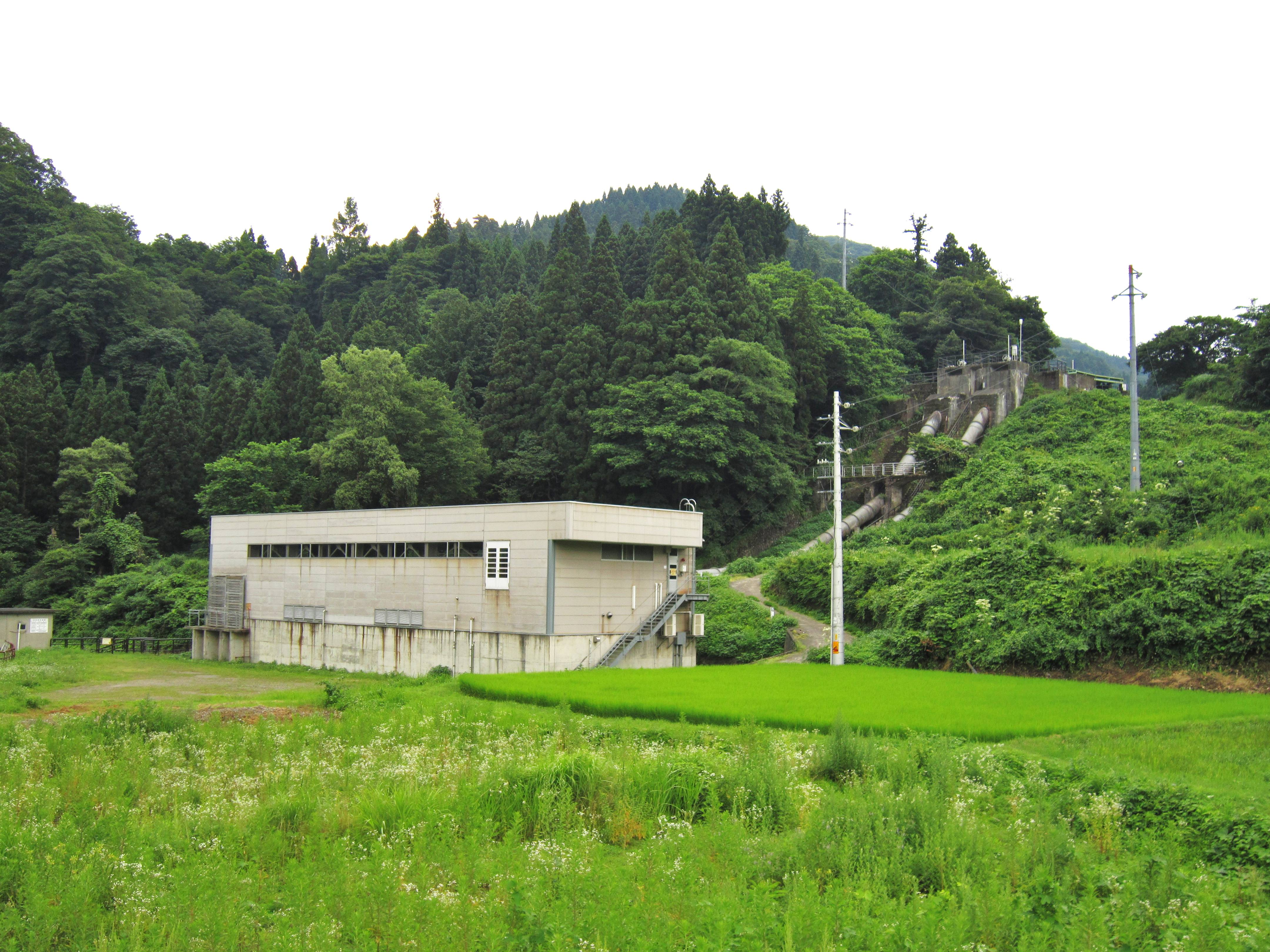
蔵々発電所（2010年）

田口発電所の下流側、関川本流3番目の発電所は蔵々（ぞうぞう）発電所である。完成は1907年（明治40年）5月1日で、中央電気社内で最も古い発電所になる。所在地は中頸城郡名香山村大字蔵々（現・妙高市蔵々）。
地形を活かした設計が特徴で、発電所は関川本流がΩ型に大きく蛇行する地点の終端部分に立地する。蛇行の起点と終点では約32メートルの高低差があることから、この高低差を活かして導水路の長さを短縮している。完成後、1910年（明治43年）3月に最初の増設工事が竣工。次いで1926年（大正15年）3月には水路改修工事や発電機更新・増設工事が完了した。初期の発電設備はフォイト（ドイツ製）フランシス水車・芝浦製500 kVA三相交流発電機各2台（周波数60ヘルツ）、更新・増設後の発電設備はフォイト製フランシス水車・芝浦製750 kVA発電機各2台と電業社製フランシス水車・日立製作所製600 kVA発電機各1台（周波数はすべて60ヘルツ）からなる。
発電所出力は当初500 kW、最初の増設後は1,000 kWで、1926年の更新・増設工事によって1,700 kWへと引き上げられた。

### 大谷発電所
位置 ： 北緯36度54分44.9秒 東経138度13分42.7秒 / 北緯36.912472度 東経138.228528度

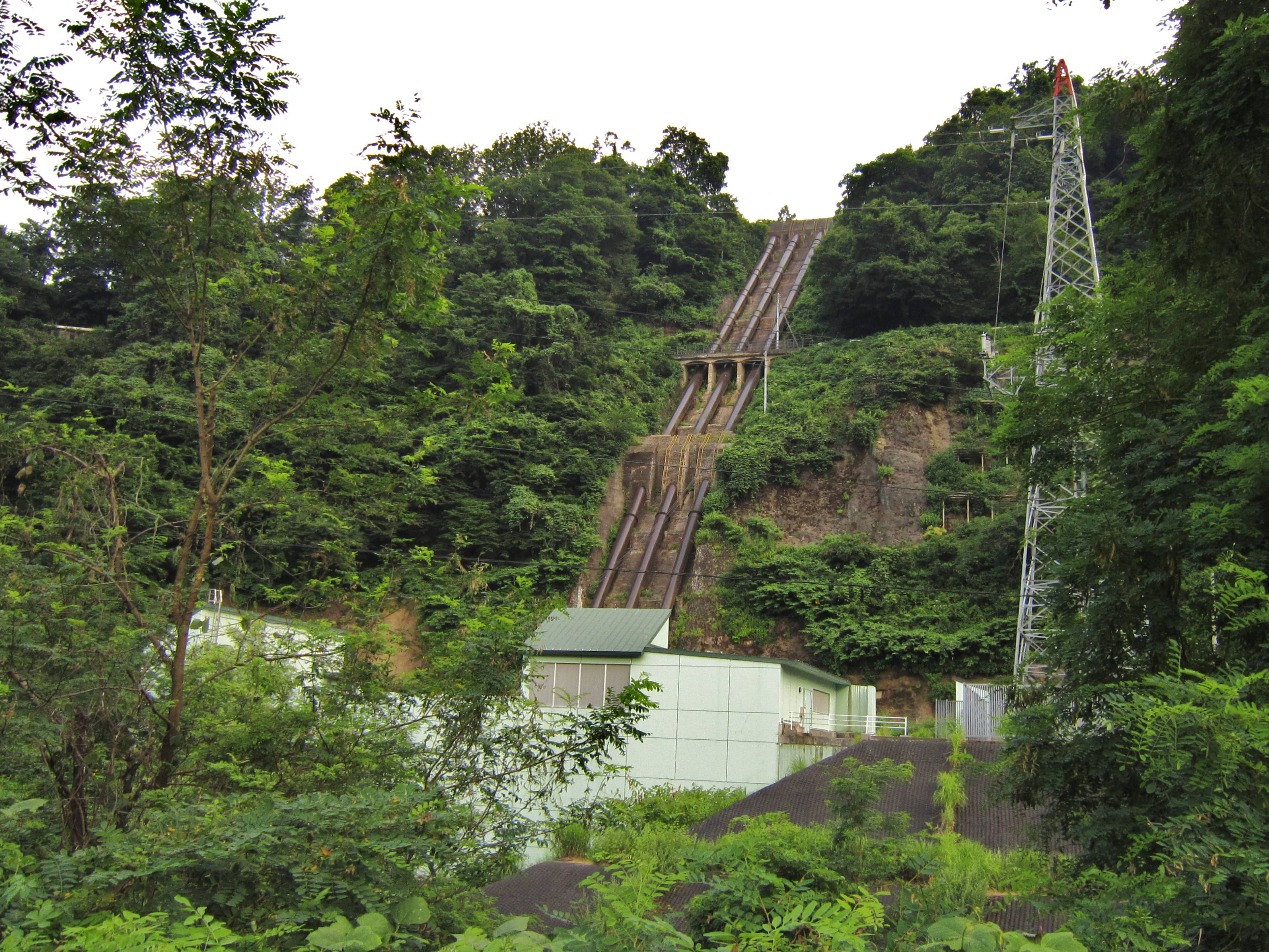
大谷第一発電所（2010年）

蔵々発電所の下流側、関川本流4番目の発電所は大谷発電所（後の大谷第一発電所）である。関山発電所に続き1918年（大正7年）8月に着工され、1920年（大正9年）5月に竣工、同年6月23日より運転を開始した。所在地は中頸城郡関山村大字大谷（現・妙高市大谷）。
関川右岸に3.4キロメートルの導水路を有する。当初の発電設備は電業社製フランシス水車2台と芝浦製2,000 kVA発電機（周波数60ヘルツ）からなり、発電所出力は4,000 kWであった。次いで1924年（大正13年）11月末に増設工事が竣工し、同年12月15日より大谷発電所から大同電力への電力供給が開始された。さらに1926年3月には発電機2台の更新工事と周波数変換器新設工事も竣工している。増設・更新後の設備は電業社製フランシス水車3台と芝浦製3,250 kVA発電機2台、明電舎製4,000 kVA発電機1台（周波数は3台とも50・60ヘルツ両用）からなり、発電所出力は1927年時点では5,100 kW、1939年末時点では6,500 kWであった。
下流の鳥坂発電所とともに松本方面や大同電力に対する送電用の発電所であり、発生電力の周波数を50ヘルツに設定し運転される。また発電所併設の周波数変換器により、60ヘルツ系統の負荷が少ない時間帯には田口変電所を介して接続する田口・蔵々両発電所や近接する関山発電所からの電力を50ヘルツへと変換し送電するという運用も可能であった。

### 関山発電所
位置 ： 北緯36度55分5.1秒 東経138度13分54.5秒 / 北緯36.918083度 東経138.231806度
関山発電所は、大谷・第二大谷両発電所の下流側に位置する発電所である。傍系会社・関川電力株式会社により建設されており、1926年3月25日より運転を開始した。所在地は中頸城郡関山村大字坂口新田および原通村大字上中村新田（現・妙高市坂口新田および上中村新田）。
大谷発電所の下流側に鳥坂発電所を建設するにあたって、導水路の途中にある関山平原に貯水池（関山貯水池）を置くこととなったため、大谷発電所放水口から貯水池までの区間の落差を鳥坂発電所では利用できない設計となった。そこでこの落差で発電するべく別途関山発電所が新設されたという経緯がある。従って関山発電所では大谷発電所の放流を直接引き受け、これに関川本流からの取水を加えて発電、その後は関山貯水池に向けて放流する。発電設備は電業社製フランシス水車2台と芝浦製1,250 kVA発電機（周波数60ヘルツ）からなる。
発電所出力は完成時800 kW、1939年末時点では1,080 kW。送電線は大谷発電所に接続する。

### 鳥坂発電所
位置 ： 北緯36度59分42.9秒 東経138度16分10.4秒 / 北緯36.995250度 東経138.269556度

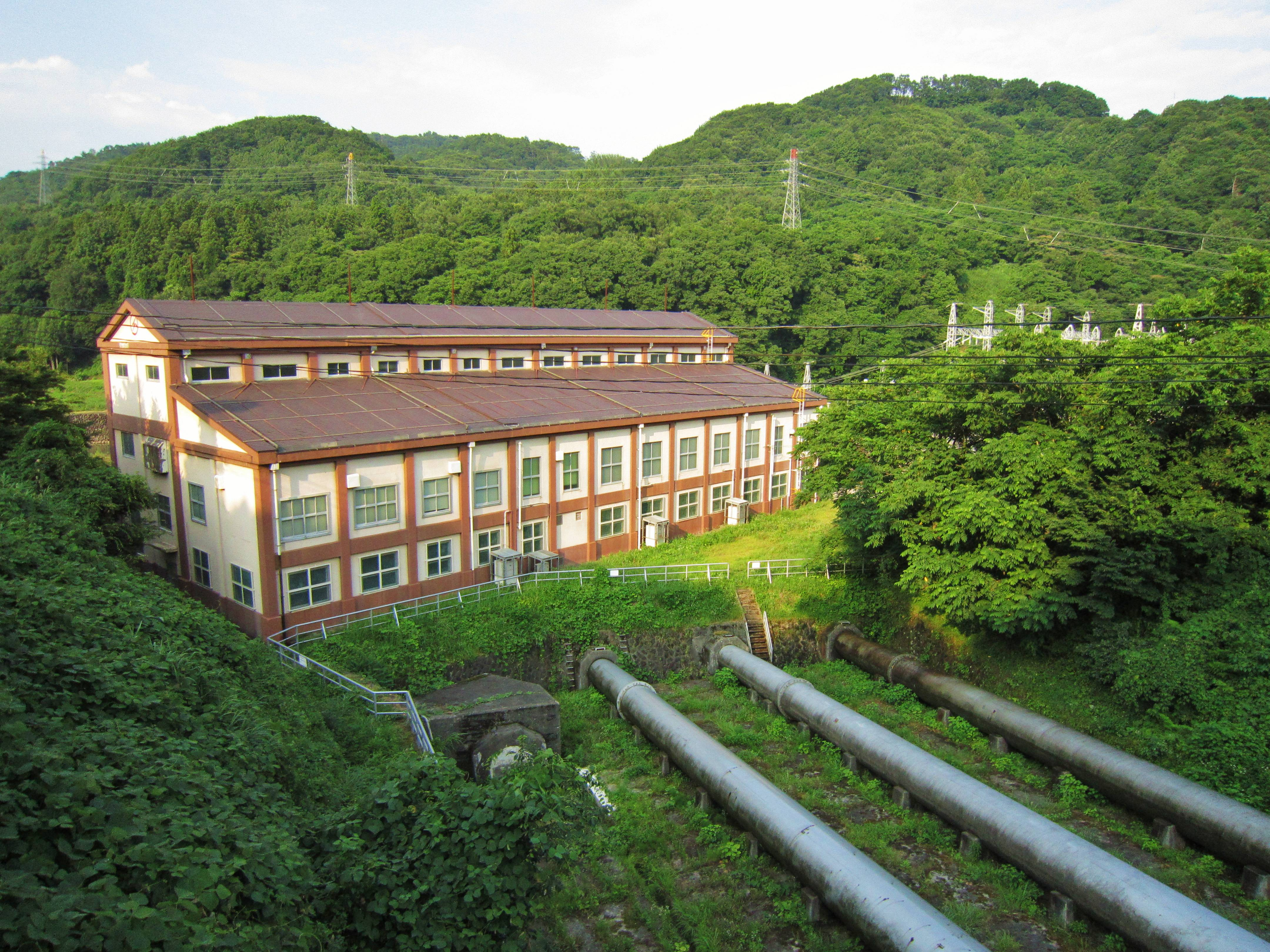
鳥坂発電所（2010年）

関山発電所の下流側に位置する発電所が鳥坂（とっさか）発電所である。関山発電所と同じく関川電力によって建設されており、1924年9月着工ののち1926年11月20日竣工、同年12月2日より運転を開始した。開発会社の関川電力は直後の1927年1月に中央電気へと合併されている。所在地は中頸城郡鳥坂村大字上堀之内（現・妙高市上堀之内）。
先に触れたように関川本流と取水地点（導水路起点）の間に関山発電所を挟んでおり、関川本流からは取水せず、関山発電所放水路・余水路に流れる水を直接取り入れている。この水は一旦関山平原にある関山貯水池へと貯められ、その後発電所の近くに位置する御林調整池に送られる。そして最後に鳥坂城址の山上に設けらた上部水槽（サージタンク）を経て発電所へ導水される。発電設備は電業社製縦軸フランシス水車4台と芝浦製10,000 kVA発電機3台・芝浦製11,000 kVA発電機1台（4台とも周波数は50・60ヘルツ両用）からなる。そのうち1組は予備設備で、1936年（昭和11年）7月に増設された。
発電所出力は当初22,600 kW、1935年6月の変更工事完成後は26,400 kW。大同電力への供給に充てる発電所の一つであり、同社との契約では鳥坂発電所から21,000 kW、大谷発電所から6,000 kWの電力を供給すると定められていた。

### 板倉・第二板倉発電所
位置 ： 北緯37度2分7.7秒 東経138度17分20.3秒 / 北緯37.035472度 東経138.288972度

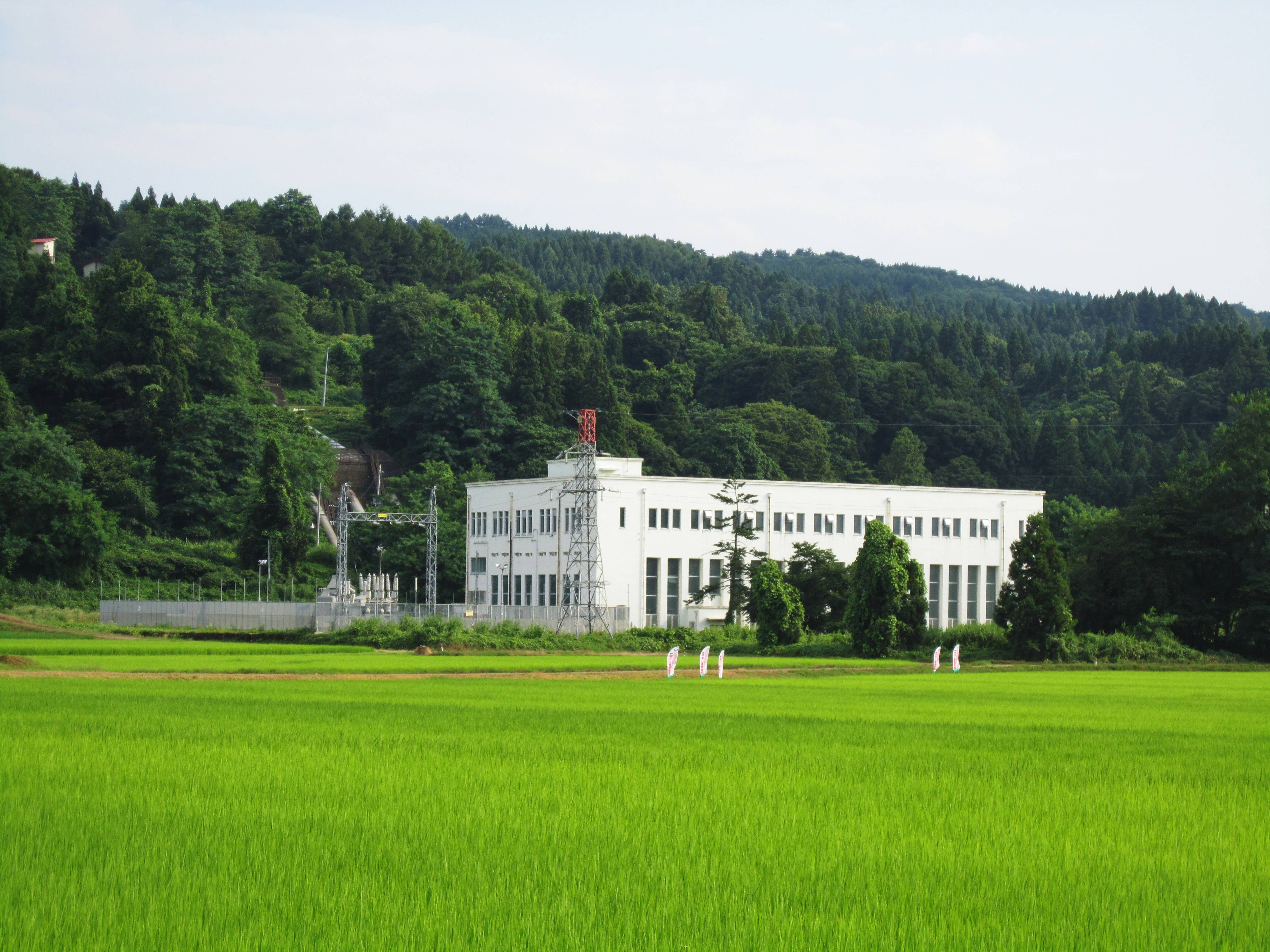
板倉発電所（2010年）

関川水系最下端の発電所が板倉発電所である。1937年に着工され、日中戦争勃発による労働力不足や難工事による事故・設計変更などで1938年11月の完成予定から大幅に遅れたが、1939年7月21日より運転を開始した。所在地は中頸城郡板倉村大字山越（現・上越市板倉区山越）。
関川水系の最下端という立地から落差は少ないが水量が多いという特徴を持つ。発電に使用する水は鳥坂発電所の放水と関川本流からの取水で、これらは取水口すぐの位置（鳥坂発電所の対岸）にある調整池に一旦貯められる。調整池の下流には分水池が接続しており、灌漑期には一部を割いてここから上江用水へと放流される。分水池から先に伸びる導水路は上江用水やその下流側にある中江用水に並行して関川本流から東へと離れていき、発電所に達する。そして放水路は中江用水へと繋がる。発電設備は電業社製フランシス水車3台と芝浦製4,000 kVA発電機3台（周波数は50・60ヘルツ両用）を設置。発電所出力は7,650 kWであった。
板倉発電所完成後、続いて1940年（昭和15年）10月に第二板倉発電所が竣工した。板倉発電所導水路（隧道）と並行して流れる上江用水は、発電所上部水槽と発電所建屋の間を横断し下流側へと流れるという位置関係にある。そのため横断地点下流側の所要水量を関川近くの分水池からではなく横断地点から上江用水へ分水するように変更すると、用水への送水量は変わらないが横断地点でも発電ができることになる。この横断地点で発電するのが第二板倉発電所で、既設の板倉発電所水圧鉄管に分水管を取り付けて、板倉発電所とは別途水車・発電機を置いている。水車は電業社製で2台、発電機は芝浦製で1台（容量600 kVA）の設置。発電所出力は540 kWで、上江用水への送水を活用するという特性上、運転は灌漑期に限られる。

### 笹ヶ峰貯水池の利用
関川上流部には、信濃電気（後の長野電気）によって1906年から1930年にかけて西野・高沢第一・高沢第二・杉野沢の4発電所が建設された。そのうち最上流の西野発電所は、関川本流に設けられた笹ヶ峰ダムから取水する。
この関川最上流部にある笹ヶ峰ダムは1929年（昭和4年）10月末の竣工。関川に発電所を有する信濃電気と中央電気の共同出資で建設されたものであり、ダムによって形成される有効貯水量168万2050立方メートルの貯水池（笹ヶ峰貯水池）は信濃電気・中央電気両社で共同利用される。より多くの水を必要とする季節が信濃電気は冬の渇水期、中央電気は夏の灌漑期と両社で異なることから、毎年1-3月は信濃電気管理の下で、7-9月は中央電気管理の下でそれぞれ放流し、それ以外の期間は放流せず貯水に充てる、という運用がなされた。

### その他の発電所一覧
これまでに記した発電所10か所のほかに、中央電気は新潟・長野両県に計23か所の水力発電所を運転した。ただし一部は中央電気によって廃止されており、23か所すべてを同時に運転した期間はない。また事業統合で取得した発電所が多く、自社で完成させた発電所は6か所しか存在しない。水系別では大半が信濃川水系の河川（本流にはない）に立地する。
中央電気が運転した発電所のうち、関川本流と支流池尻川にあった10か所を除く23か所の一覧は下表の通り。発電所ごとに出力、所在地・河川名、運転開始年月（自社建設の場合）または前所有者（事業統合による取得の場合）をそれぞれ記した。
- 発電所出力は1939年末時点のもの。ただしそれ以前に廃止されている発電所については、廃止時点の出力を記す。

| 新潟県所在    | 新潟県所在 | 新潟県所在                                      | 新潟県所在               | 新潟県所在                  | 新潟県所在 |
| 発電所名      | 出力 (kW)  | 所在地                                          | 河川名                   | 運転開始年月 または前所有者 |            |
| ------------- | ---------- | ----------------------------------------------- | ------------------------ | --------------------------- | ---------- |
| 北山          | 1,360      | 西頸城郡上早川村北山 （現・糸魚川市北山）       | 早川・早川水系湯川       | 早川電気                    |            |
| 角間          | 235        | 西頸城郡上早川村角間 （現・糸魚川市角間）       | 早川                     | 1935年8月                   |            |
| 早川 （初代） | 200        | 西頸城郡下早川村東海 （現・糸魚川市東海）       | 早川                     | 1912年12月 1934年7月廃止    |            |
| 早川          | 2,130      | 西頸城郡大和川村梶屋敷 （現・糸魚川市梶屋敷）   | 早川                     | 1935年6月                   |            |
| 菖蒲          | 80         | 東頸城郡大島村菖蒲 （現・上越市大島区菖蒲）     | 関川水系保倉川           | 魚沼水力電気                |            |
| 谷根          | 11         | 中頸城郡上米山村谷根 （現・柏崎市谷根）         | 谷根川                   | 米山水電 廃止時期不詳       |            |
| 宮野原        | 2,440      | 中魚沼郡上郷村宮野原 （現・津南町上郷宮野原）   | 信濃川水系志久見川       | 志久見川電力                |            |
| 灰雨          | 850        | 中魚沼郡上郷村大井平 （現・津南町上郷大井平）   | 信濃川水系大門川         | 松之山水力電気              |            |
| 中条          | 51         | 中魚沼郡中条村中条 （現・柏崎市谷根）           | 信濃川水系飛渡川         | 魚沼水力電気                |            |
| 大沢          | 43         | 南魚沼郡石打村大沢 （現・南魚沼市大沢）         | 信濃川水系大沢川         | 上田水力電気 1935年6月廃止  |            |
| 広堀          | 43         | 南魚沼郡城内村山口 （現・南魚沼市山口）         | 信濃川水系丸山川         | 城内水力電気                |            |
| 大倉          | 65         | 南魚沼郡東村大倉 （現・南魚沼市大倉）           | 信濃川水系水無川         | 東水電 廃止時期不詳         |            |
| 大湯          | 160        | 北魚沼郡湯之谷村大湯 （現・魚沼市大湯温泉）     | 信濃川水系佐梨川         | 佐梨川水力電気              |            |
| 湯ノ谷        | 636        | 北魚沼郡湯之谷村葎沢 （現・魚沼市葎沢）         | 信濃川水系佐梨川         | 1925年1月                   |            |
| 佐梨          | 70         | 北魚沼郡小出町佐梨古新田 （現・魚沼市古新田）   | 信濃川水系佐梨川         | 1913年12月 1941年8月廃止    |            |
| 橋詰          | 50         | 東頸城郡松之山村橋詰 （現・十日町市松之山橋詰） | 信濃川水系越道川         | 松之山水力電気              |            |
| 千年          | 26         | 東頸城郡松代村千年 （現・十日町市千年）         | 信濃川水系渋海川         | 松代電気 1939年3月廃止      |            |
| 中子          | 131        | 東頸城郡松代村中子 （現・十日町市中子）         | 信濃川水系渋海川         | 松代電気                    |            |
| 長野県所在    |            |                                                 |                          |                             |            |
| 発電所名      | 出力 (kW)  | 所在地                                          | 河川名                   | 運転開始年月 または前所有者 |            |
| 薄川第四      | 790        | 東筑摩郡入山辺村 （現・松本市入山辺）           | 信濃川水系合ノ山沢       | 1928年6月                   |            |
| 薄川第三      | 150        | 東筑摩郡入山辺村 （現・松本市入山辺）           | 信濃川水系薄川・合ノ山沢 | 松本電灯                    |            |
| 薄川第二      | 1,300      | 東筑摩郡入山辺村 （現・松本市入山辺）           | 信濃川水系薄川           | 松本電灯                    |            |
| 薄川第一      | 370        | 東筑摩郡入山辺村 （現・松本市入山辺）           | 信濃川水系薄川           | 松本電灯                    |            |
| 北入          | 45         | 東筑摩郡入山辺村 （現・松本市入山辺）           | 信濃川水系北沢川         | 山辺電気 1934年6月廃止      |            |

- 発生電力の周波数（1939年末時点）は北山・角間・早川・菖蒲・谷根・大倉・大湯・湯ノ谷・佐梨の各発電所が60ヘルツ、宮野原・灰雨・中条・広堀・橋詰・中子・薄川第四・薄川第三・薄川第二・薄川第一各発電所が50ヘルツである[187]。

### 送電系統の整備
最大電圧77キロボルト (kV) の主要送電線として「塩尻線」が存在した。起点は関川の大谷発電所、終点は大同電力塩尻変電所（長野県東筑摩郡広丘村郷原＝現・塩尻市広丘郷原）で、この間の亘長は100.9キロメートルである。分線として、鳥坂発電所と関山開閉所を繋ぐ「鳥坂分線」（亘長10.4キロメートル）、出川変電所とを繋ぐ「出川分線」（亘長0.8キロメートル）がある。
塩尻線の原型は関川発電所と松本市内の筑摩変電所（松本市四ツ谷）との間に1923年3月に完成した33 kV送電線「松本線」である。1924年12月1日の大同電力に対する送電開始にあわせて大谷発電所から大同電力塩尻変電所へ至る77 kV「塩尻線」へと改修された。鳥坂発電所を起点とする鳥坂分線は同発電所と同じく1926年11月完成。さらに同年12月、途中の吉田開閉所（長野県上水内郡朝陽村＝現・長野市）にて合流する大同電力「平穏線」が完成した。同線は長野電灯平穏第一発電所が起点で、大同電力が長野電灯から購入した電力も塩尻線経由で送電される形となった。送電線終端の塩尻変電所は東京電灯に対する電力供給の拠点であり、塩尻線で送電された電力は大同電力桃山発電所の発生電力などとともに77 kVから154 kVへと昇圧され、東京方面とを繋ぐ東京電灯「甲信線」または大同電力「東京送電線」（1934年以降）へと送られた。また出川分線の出川変電所は長野県松本市出川町に所在。同所の77kV 化工事は1926年1月竣工した。
新潟県内、高田方面に対する送電系統は、当初蔵々発電所から高田変電所（金谷村大字大貫）その他の変電所へと13.2 kVで送電するというものであったが、その後の発電所新増設や需要増加で送電線の容量不足を来したため、1924年11月昇圧用の田口変電所が新設された。田口変電所は名香山村大字田口にあり、高田変電所とは亘長27.1キロメートルの33 kV送電線「高田線」で連絡する。一方、田口変電所に集まる送電線には関川・田口・蔵々各発電所からの3,450 V送電線と池尻川発電所からの33 kV送電線があり、また大谷発電所・第二大谷発電所とも33 kV送電線にて連絡した。
大谷発電所には関山発電所からの3,450 V線が接続。また鳥坂発電所との間を33 kV送電線「鳥坂線」（1935年7月竣工）で連絡した。他に鳥坂発電所に関係する送電線には、宮野原発電所との間を繋ぐ33 kV送電線「魚沼線」、古城変電所（中頸城郡直江津町）との間を直結する33 kV送電線「古城線」（1935年7月竣工）がある。
1925年7月の連系工事以後は早川系発電所の発生電力を高田方面でも使用可能であった。早川系発電所からの送電経路は、北山発電所（角間発電所からの3,300 V線が接続）から早川発電所を経て高田変電所へと至る13.2 kV送電線であった。

### 電力国家管理以降の帰属
上記#日本発送電に対する設備出資・#配電会社への出資と解散節で記したように、中央電気の設備は日本発送電・東北配電・中部配電へ分割継承された。
最初の設備出資は1939年4月1日付で日本発送電に対して行われた。出資対象設備は「塩尻線」のうち大同電力吉田開閉所から同社塩尻変電所までの区間と、出川変電所へと分かれる出川分岐線（変電所自体は対象外）である。塩尻線の前後に接続する、大同電力の「平穏線」（長野電気平穏第一発電所 - 吉田開閉所間）および塩尻変電所・東京送電線も日本発送電への出資対象となっている。
残る設備は1942年4月1日付で日本発送電・東北配電・中部配電の3社に分割継承された。発電所では関川水系にある池尻川・関山・田口・蔵々・大谷・第二大谷・関山・鳥坂・板倉・第二板倉の10発電所が出資対象である。日本発送電時代の発電所一覧では、旧中央電気発電所のうち大谷発電所が「大谷第一発電所」、第二大谷発電所が「大谷第二発電所」という発電所名に変更されているほか、第二板倉発電所の名がなくなっている（板倉発電所は出力10,350 kWに増加）。出資対象には田口変電所や同所に接続する池尻川・関川・田口・蔵々・大谷各発電所との連絡線も含まれる。また関山・大谷両発電所間の連絡線、大谷・鳥坂両発電所間の「鳥坂線」（第二大谷分線を含む）、鳥坂・板倉両発電所間の「板倉線」、第二板倉・板倉両発電所間の「第二板倉線」も出資対象であり、長野県側への送電経路である「長野線」（大谷発電所 - 吉田開閉所間）と「鳥坂分線」（鳥坂発電所 - 関山開閉所間）も出資された。
東北配電への出資発電所は、出資命令では北山・角間・早川・菖蒲・谷根・宮野原・灰雨・中条・広堀・大倉・大湯・湯ノ谷・佐梨・橋詰・中子の15発電所とされたが、東北配電側の資料には谷根・大倉・佐梨の3発電所を除く12発電所を引き継いだとある。送電・変電設備は高田線や高田変電所を含む送電線15路線と変電所12か所が東北配電への出資対象であった。一方中部配電に対しては、長野県所在の薄川第一・薄川第二・薄川第三・薄川第四各発電所と出川変電所ほか4変電所、送電線7路線が出資されている。
太平洋戦争後の1951年（昭和26年）5月1日、電気事業再編成令により日本発送電と配電会社9社は解散し、その再編成により東北電力や中部電力など発送配電一貫経営の電力会社9社が新設された。再編成に際し、東北電力は東北配電の全発電所を引き継いだほか、日本発送電から東北地方所在の設備を継承した。日本発送電からの継承分には旧中央電気の池尻川ほか8発電所も含まれる。一方、中部配電に渡った旧中央電気の4発電所はそろって中部電力へと引き継がれた。

## 人物

### 社長
中央電気では上越電気・越後電気時代を含む設立から解散までの36年間に以下の3名が取締役社長を務めた。
初代 - 大田黒重五郎
- 在任期間 ： 1906 - 1916年

1906年8月会社設立とともに取締役社長に就任。芝浦製作所専務取締役を兼ねる（在任期間は1904 - 1911年、最後の1年は常務）。上越電気のほかにも1911年九州水力電気の設立に加わり取締役となった。
1916年6月20日清水宜輝に譲って社長から退任した。その後も取締役には留任し、1942年の解散時まで在任している。
2代 - 清水宜輝
- 在任期間 ： 1916 - 1927年

1916年6月20日社長就任。取締役は1909年8月から務める。旧高田藩の士族で、元十五銀行支配人。
1927年12月20日健康上の問題を理由に社長から退任。1930年11月取締役も辞任した。
3代 - 今井五介
- 在任期間 ： 1927 - 1942年（副社長 ： 1922 - 1927年）

1922年12月22日取締役副社長就任ののち、1927年12月20日社長昇格。代表取締役制導入のため1930年12月20日より代表取締役社長である。元は松本電灯社長（1909年就任）を務めていた。片倉兼太郎の実弟で、片倉製糸紡績副社長・社長（1933年以後）を兼ねる。さらに貴族院多額納税者議員および同勅選議員（1932年以降）も務めている。
1942年の会社解散まで社長を務めた。

### 副社長
1922年以降は取締役副社長が置かれた。該当人物は今井五介と以下の1名である。
2代 - 竹内勝蔵
- 在任期間 ： 1927 - 1930年

1927年12月20日今井五介に代わり副社長就任。取締役は1908年1月から務める。家業として高田市で繊維問屋を営む。
1930年12月15日、取締役副社長在任のまま死去した。

### 専務
設立から解散まで専務取締役も置かれた。以下の3名が専務経験者である。
初代 - 金子伊太郎
- 在任期間 ： 1906 - 1915年

1906年8月会社設立とともに専務取締役に就任。発起人の一人で、会社設立を主導した。中頸城郡和田村柳井田（現・妙高市柳井田）の人物で、村会議員や村長を務めた。
1915年5月20日、金銭的不祥事が原因で専務取締役を辞任した。
2代 - 国友末蔵
- 在任期間 ： 1915 - 1942年

1915年12月専務取締役就任。京都帝国大学理工科大学電気工学科卒の技術者で、会社設立時に主任技術者として入社。1912年6月初めて取締役に選ばれたが、1915年6月に一旦辞任していた。
以後、1942年の会社解散まで専務取締役を務め、解散後は東北配電理事（取締役に相当）へと転じた。
3代 - 瀬黒幸市
- 在任期間 ： 1930 - 1942年（常務 ： 1927 - 1930年）

1927年12月20日常務就任ののち、1930年12月20日より専務。元松本電灯監査役で、松本電灯合併に伴う増員として1922年12月中央電気の取締役に就任していた。長野県東筑摩郡寿村（現・松本市）の人物で、養蚕業を家業とする。
会社解散まで専務取締役を務めた。

### 取締役

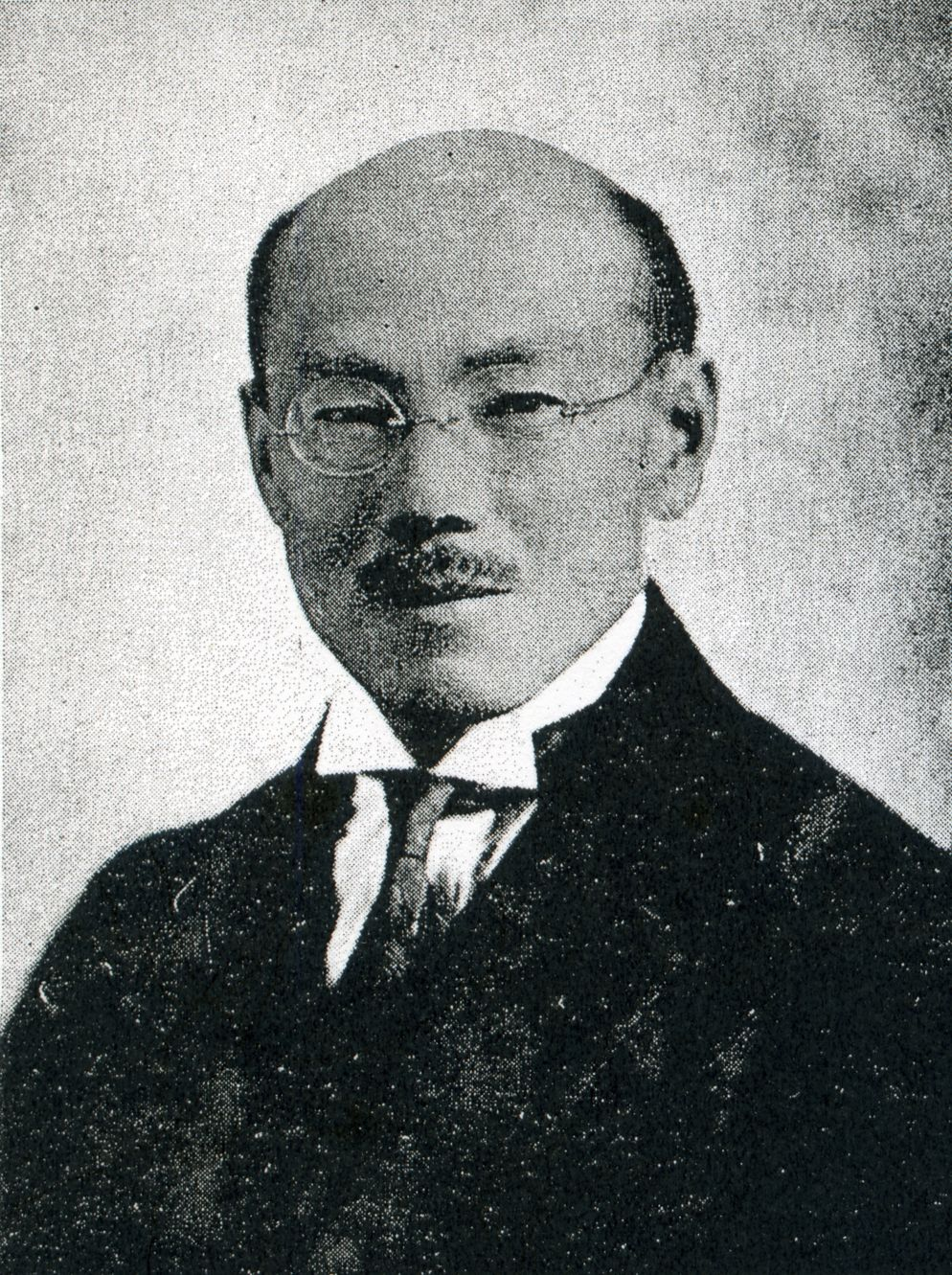
1935年から取締役を務めた小坂順造

中央電気となった1922年以降に取締役（社長・副社長・専務は含まず）を務めた人物は以下の16名である。
- 松原十一郎 ： 1910年6月就任[221]、1926年8月辞任[222]。中頸城郡中郷村の地主（貸地業）[223]。
- 山本彦太郎 ： 1915年7月就任[224]、1941年9月在任中死去[3]。中頸城郡直江津町の農家・地主[223][225]。
- 大塚吉太郎 ： 1916年12月就任[226]、1935年1月在任中死去[227]。中頸城郡新井町の人物[228]。
- 今井真平 ： 1922年12月就任[220]（前松本電灯取締役[58]）、1935年10月在任中死去[229]。今井五介の長男で松本銀行頭取[230]。
- 名越重孝 ： 1922年12月就任[220]（前松本電灯取締役[58]）、1936年12月任期満了退任[130]。松本市の時計・貴金属商[231]。
- 池田六衛（先代）： 1922年12月就任[220]（前松本電灯取締役[58]）、1932年10月在任中死去[232]。松本市の呉服太物商[231]。
- 小原倍吉郎 ： 1922年12月就任[220]（前松本電灯取締役[58]）、1926年12月監査役へ転任[233]。松本市の呉服太物商[231]。
- 佐原市右衛門 ： 1922年12月就任[220]（前松本電灯取締役[58]）、1923年6月辞任[234]。松本市の金物商[235]。
- 渡部勉 ： 1922年12月就任[220]、1926年12月監査役へ転任[233]。中頸城郡五十公野村の農家[236]。
- 玉井義太郎 ： 1930年12月就任[106]。高田市の呉服太物商[237]。
- 高鳥順作 ： 1930年12月就任[106]。西頸城郡能生町の実業家、能生銀行頭取[238]。
- 小坂順造 ： 1935年12月就任[137]。長野県上水内郡柳原村の実業家[239]、長野電気（旧・長野電灯）社長[240]。
- 片倉武雄 ： 1935年12月就任[137]、1936年12月任期満了退任[130]。片倉家の一族で片倉製糸紡績常務[216]。
- 武居由太郎 ： 1935年12月就任[137]。松本市で味噌・醤油・麺類製造業を営む[231]。
- 片倉兼太郎 ： 1936年12月就任[130]。片倉家当主で片倉製糸紡績会長[216]。
- 池田六衛 ： 1936年12月就任[130]。先代池田六衛の長男、松本市の呉服商[241]。

1942年4月の会社解散まで在任した取締役は、今井五介（社長）・国友末蔵（専務）・瀬黒幸市（同）・大田黒重五郎・玉井義太郎・高鳥順作・小坂順造・片倉兼太郎・武居由太郎・池田六衛の10名であった。解散後、取締役のうち武居由太郎が中部配電理事に就任している。

### 監査役
1942年の解散時に監査役を務めた人物は以下の4名である。
- 高橋享二 ： 元東京電灯横浜支店長[243]
- 武田徳三郎 ： 衆議院議員、元高田日報主幹[244]。
- 田中大五郎 ： 中頸城郡新井町で酒造業（君の井酒造）を営む[245]。
- 高美実五郎 ： 松本市の書籍・文具商[231]。